# Circuit du Souvenir

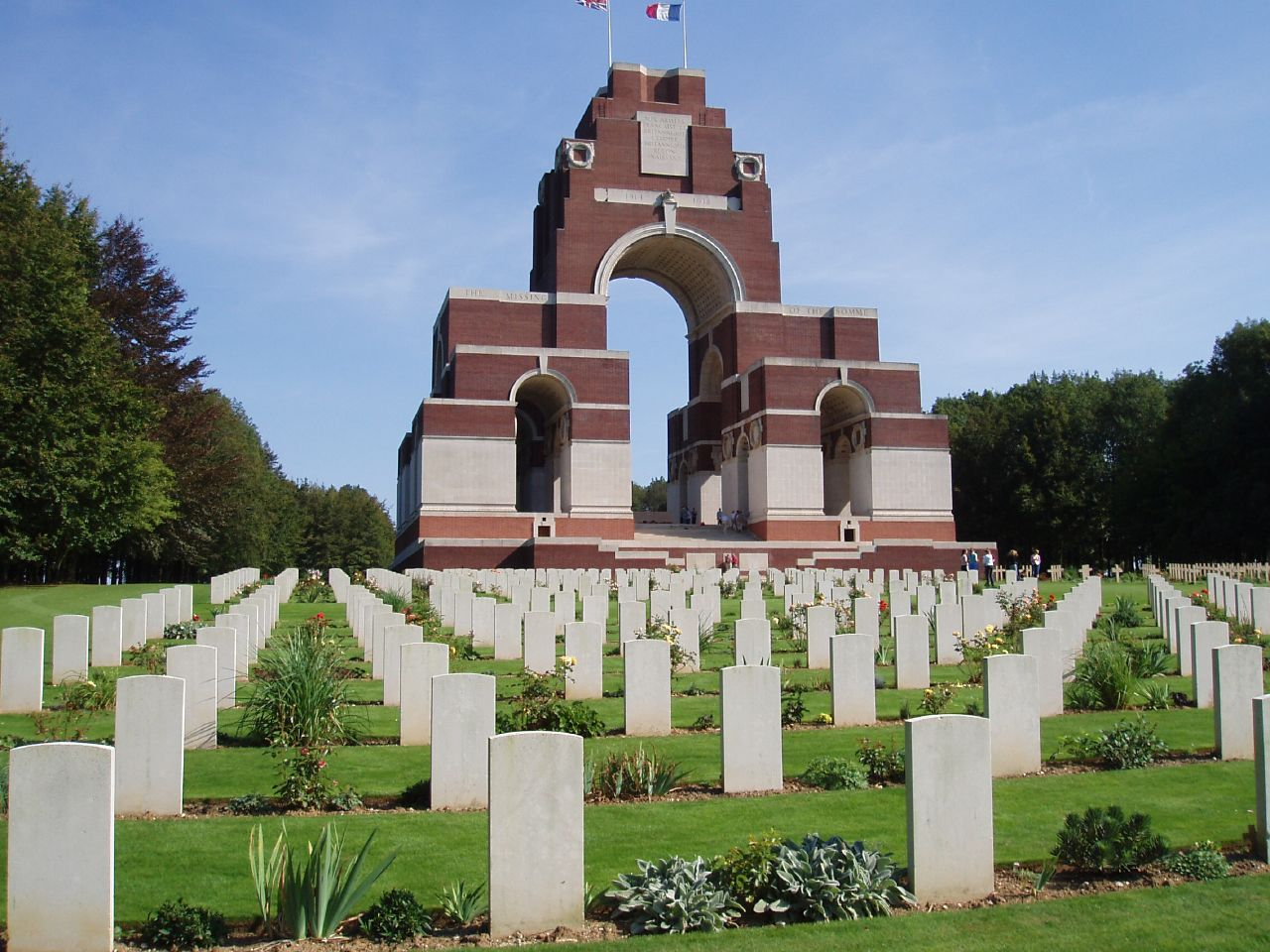
Thiepval, mémorial et cimetière.

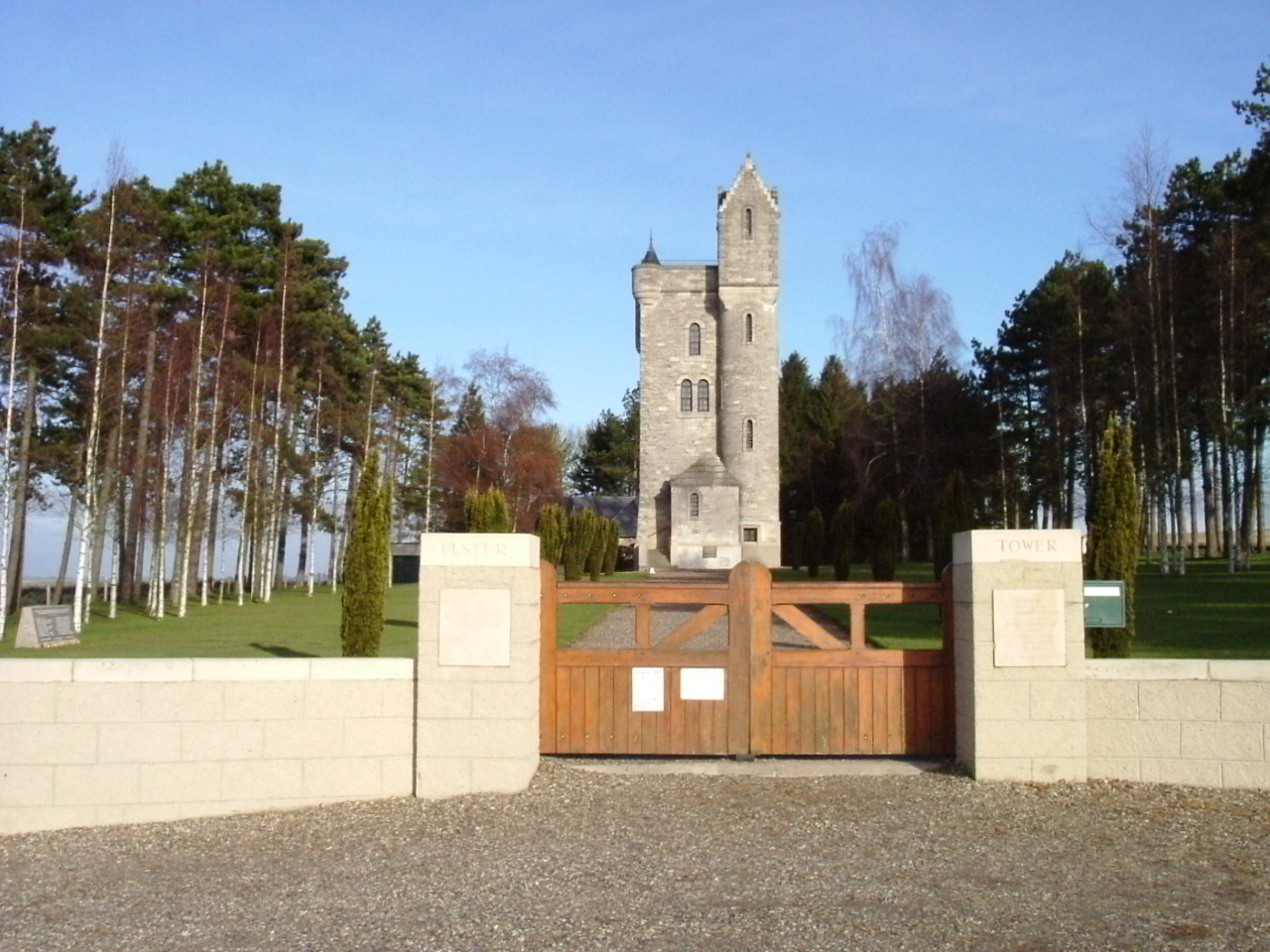
Thiepval, la Tour de l'Ulster.

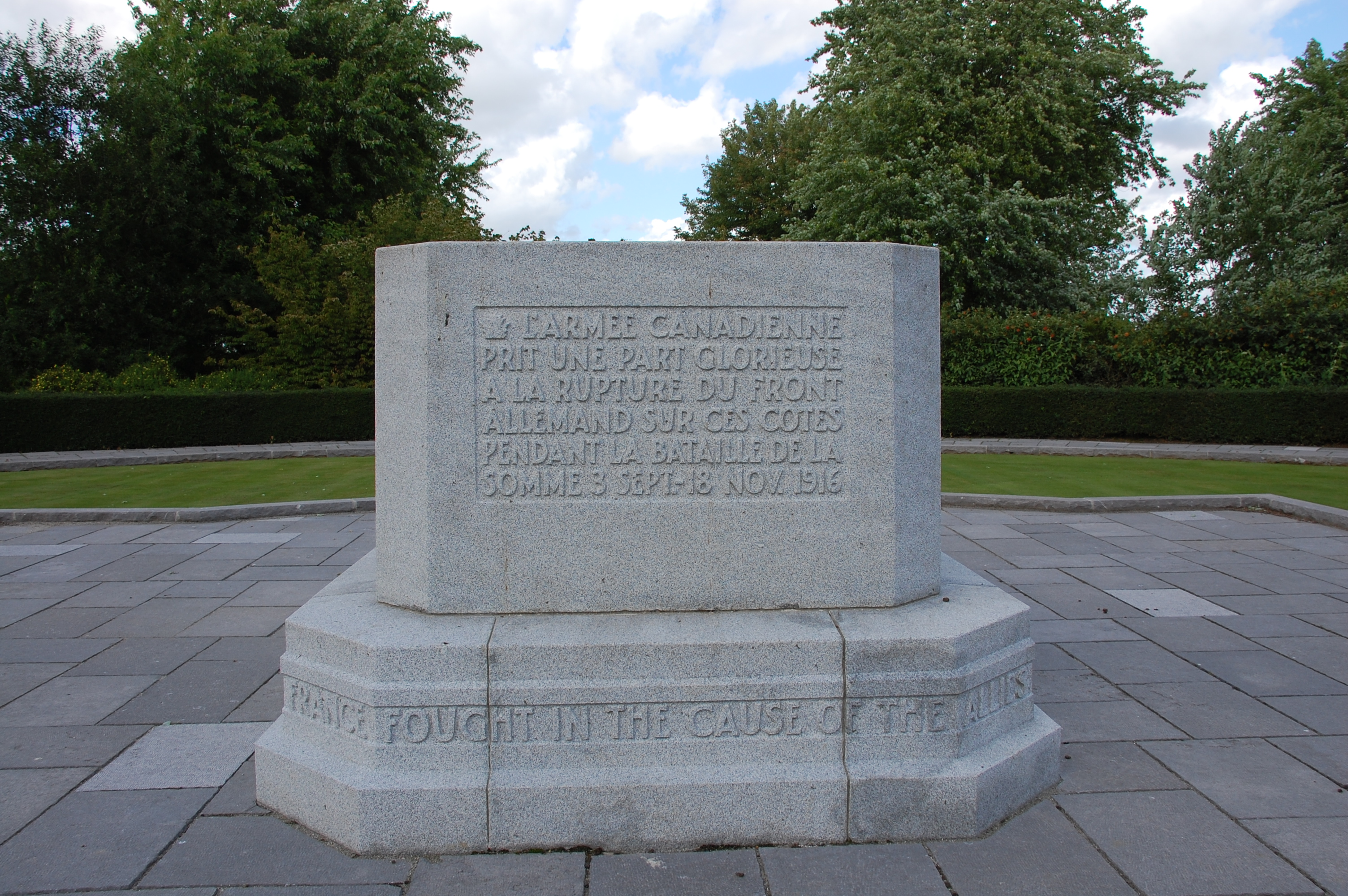
Courcelette, le monument canadien.

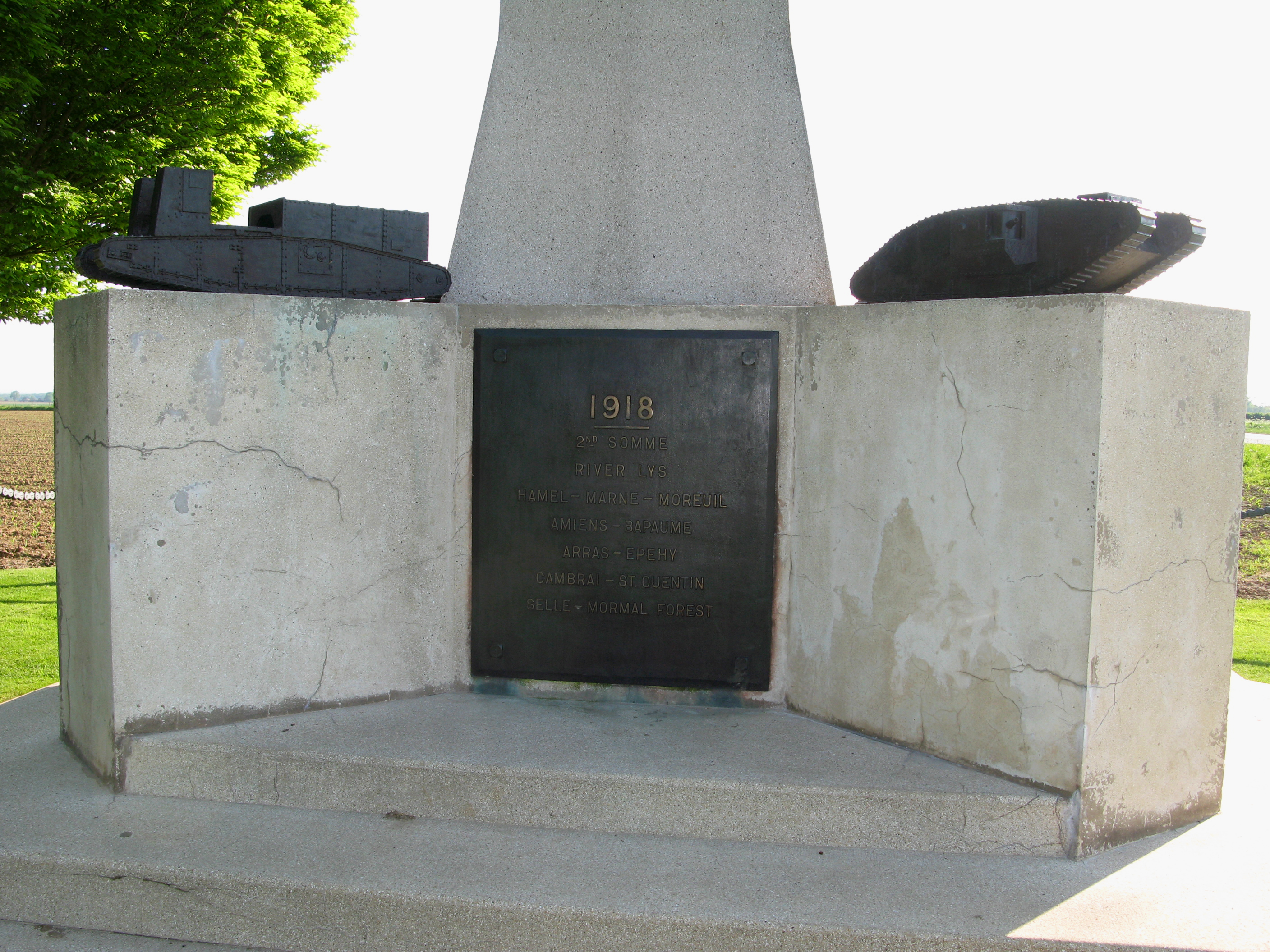
Pozières, le monument aux Tanks.

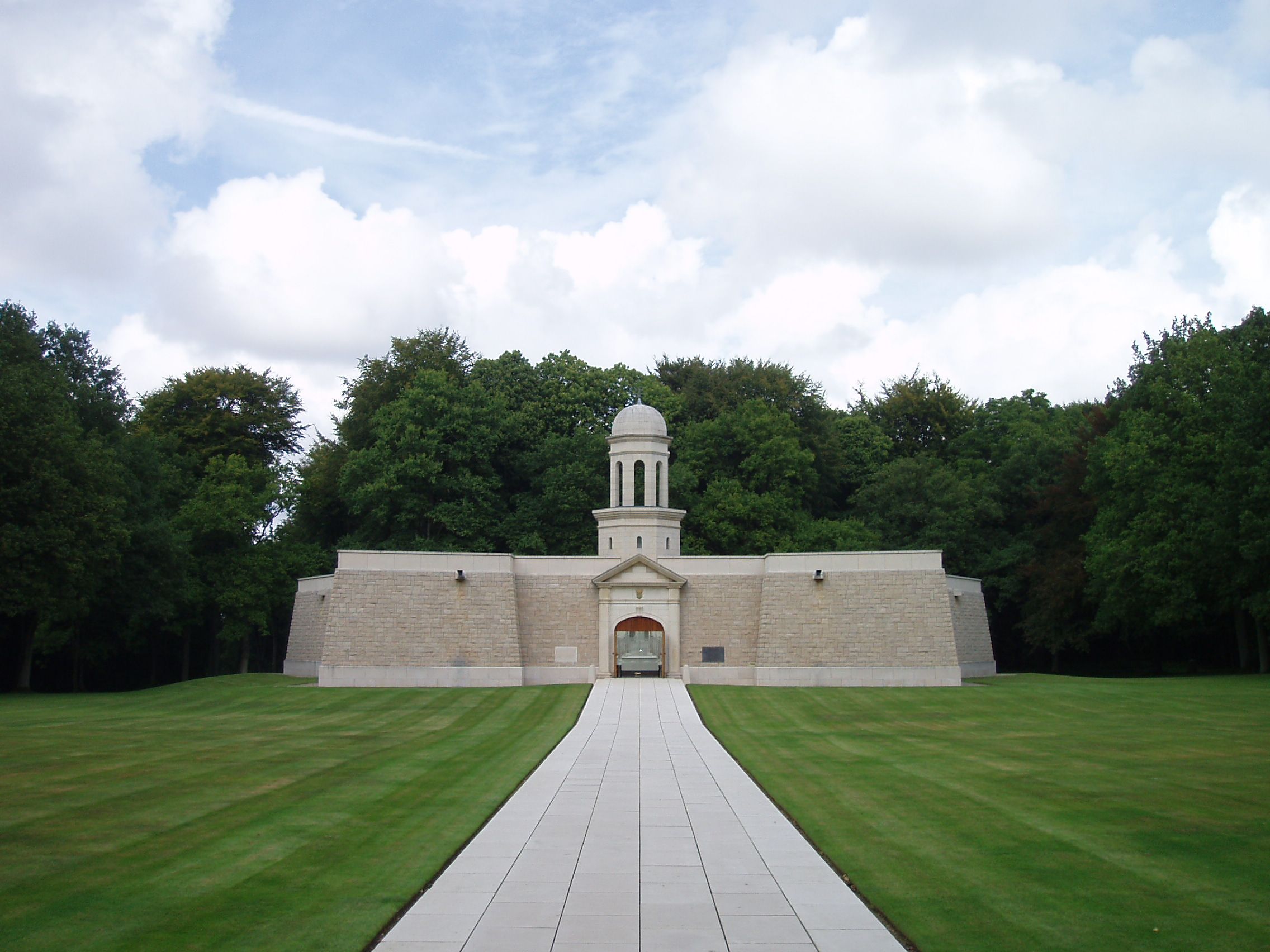
Longueval, le Musée sud-africain.

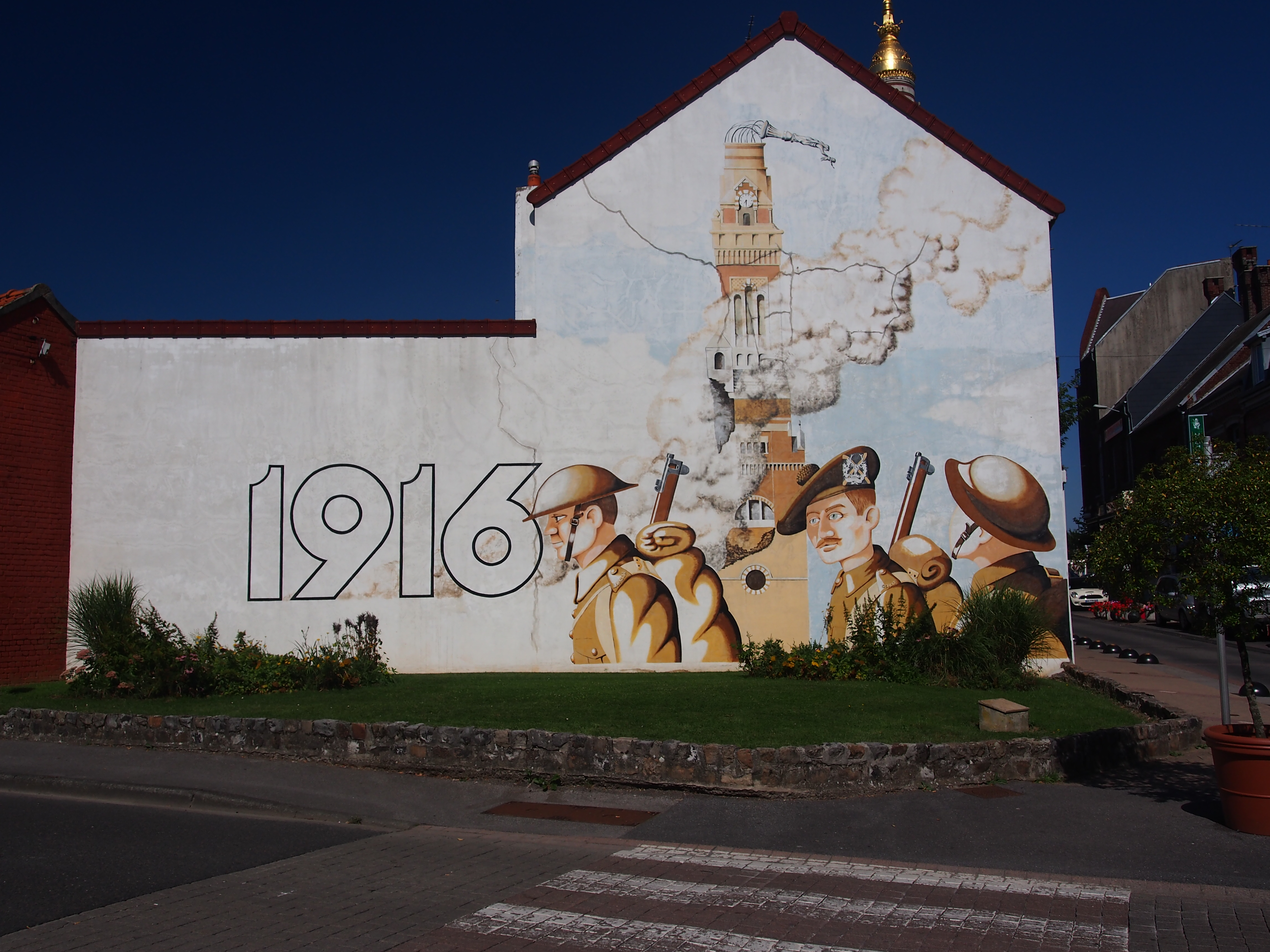
Albert, peinture murale d'Albert Mac Carton (1996).

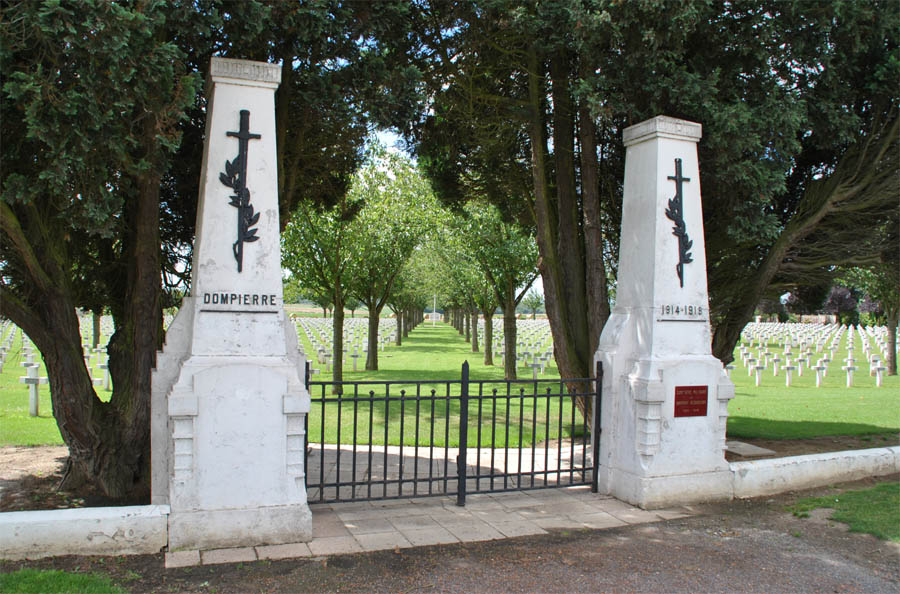
Dompierre-Becquincourt, entrée du cimetière militaire français.

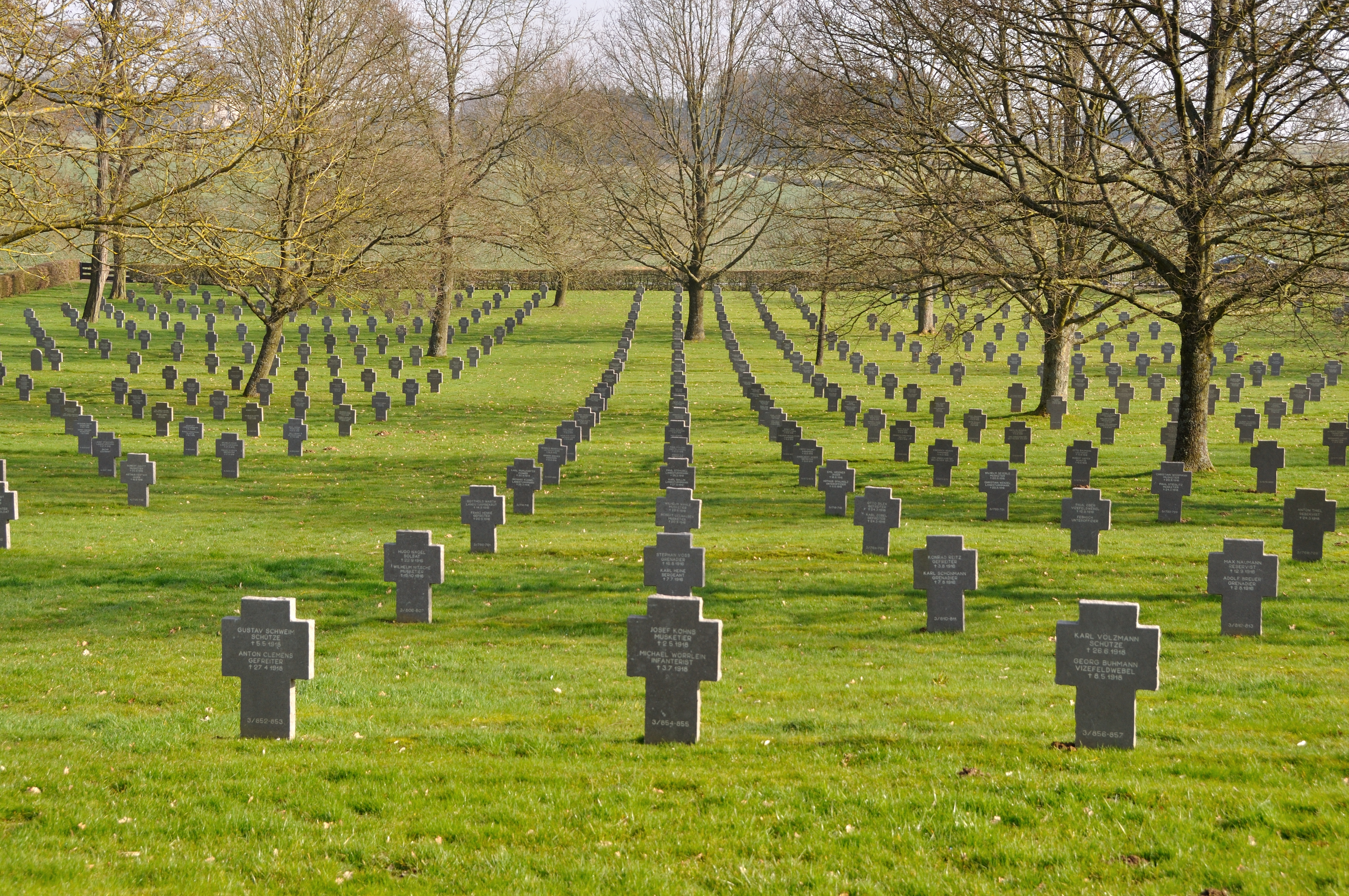
Cimetière militaire allemand de Rancourt

Le circuit du Souvenir est constitué d'un ensemble de lieux de mémoire de la Grande Guerre situé entre Péronne et Albert et ses environs, dans le département de la Somme. Long de 92 km, il relie les principaux sites des combats de la bataille de la Somme de 1916 et certains sites de la bataille du Kaiser et de l'offensive des Cent-Jours de 1918.

## Principaux sites
Les principaux sites du circuit du Souvenir sont classés par commune dans l'ordre du circuit dans le sens : Péronne - Beaumont-Hamel - Albert - Péronne.

### Péronne

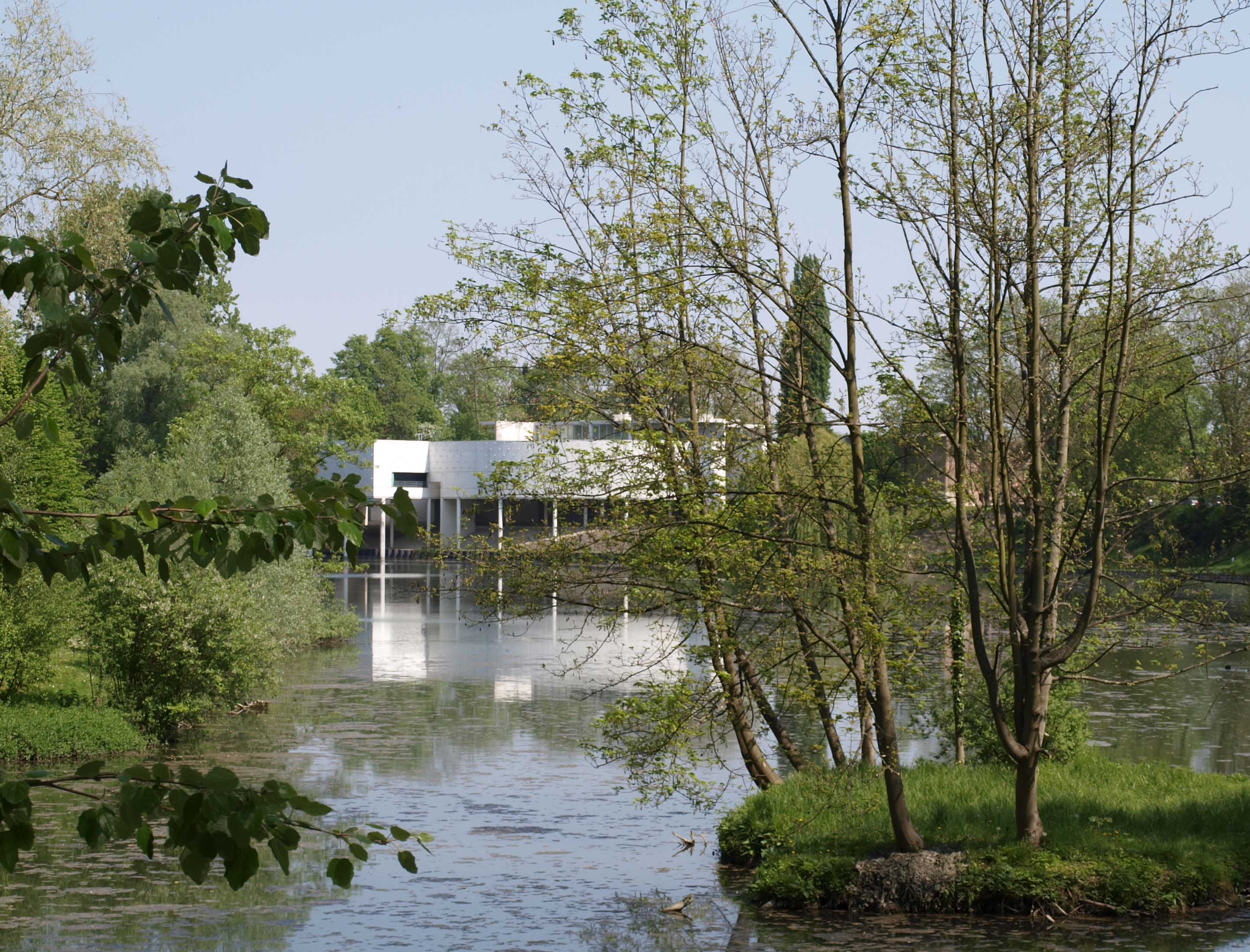
Péronne, l'étang du CAM et l'Historial de la Grande Guerre

La ville de Péronne possède plusieurs lieux de mémoire de la Grande Guerre.

#### Monument à la2edivisionaustralienne
À Mont-Saint-Quentin, se situe le monument inauguré en 1971 qui remplace celui de 1925 démonté et fondu par les Allemands en 1940.

#### Cimetières militaires britanniques
- Cimetière militaire britannique et indien de La Chapelette : ce sont, en fait, deux cimetières dont l'entrée est commune. Dans cette nécropole, se trouvent les sépultures de 577 soldats (207 Britanniques, 320 Indiens, 49 Australiens et 1 Néo-Zélandais) auxquels s'ajoutent 3 travailleurs égyptiens de l'Egyptian Labour Corps morts dans la Somme au cours de la Grande Guerre.
- Cimetière militaire britannique de Péronne (Communal Cemetery Extension) : proche du cimetière communal de Péronne, il contient 1 694 corps dont 1 070 Britanniques, 517 Australiens, 1 Canadien, 9 Sud-Africains et 97 Allemands (dont 68 inconnus). Au total 220 corps n'ont pu être identifiés.

### Bouchavesnes-Bergen

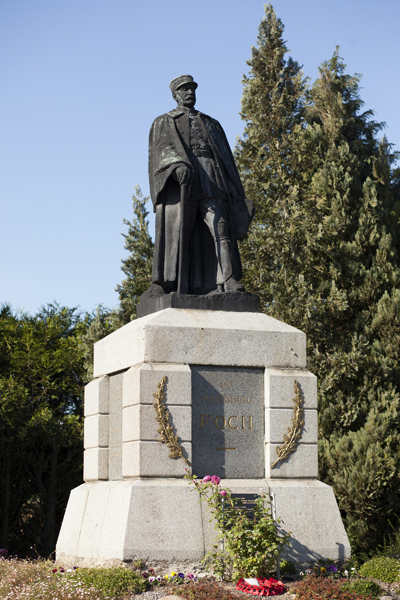
Bouchavesnes-Bergen, statue du maréchal Foch

Le maréchal Foch répondant à une question de Haakon Wallem, riche industriel norvégien francophile, désigna Bouchavesnes comme le point culminant de la bataille de la Somme. C'est ainsi que la ville de Bergen devint la marraine de guerre de Bouchavesnes et finança en partie la reconstruction du village. En reconnaissance de la générosité des Norvégiens, la commune prit, en 1920, le nom de Bouchavesnes-Bergen.
La statue du Maréchal Foch dans le village est un don de Haakon Wallem. Elle est l’œuvre de Firmin Michelet et a été inaugurée le 4 juillet 1926 en présence du Maréchal Foch.

### Moislains

#### Cimetière des Charentais
Située à l'extérieur du village de Moislains, la nécropole nationale rassemble les corps des soldats des 123e et 124e brigades d'infanterie composées essentiellement de jeunes hommes originaires du département de la Charente tombés le 28 août 1914. 465 soldats sont inhumés dans ce cimetière dont 366 dans l'ossuaire devant le monument.

### Rancourt

#### Cimetière militaire et chapelle du Souvenir français

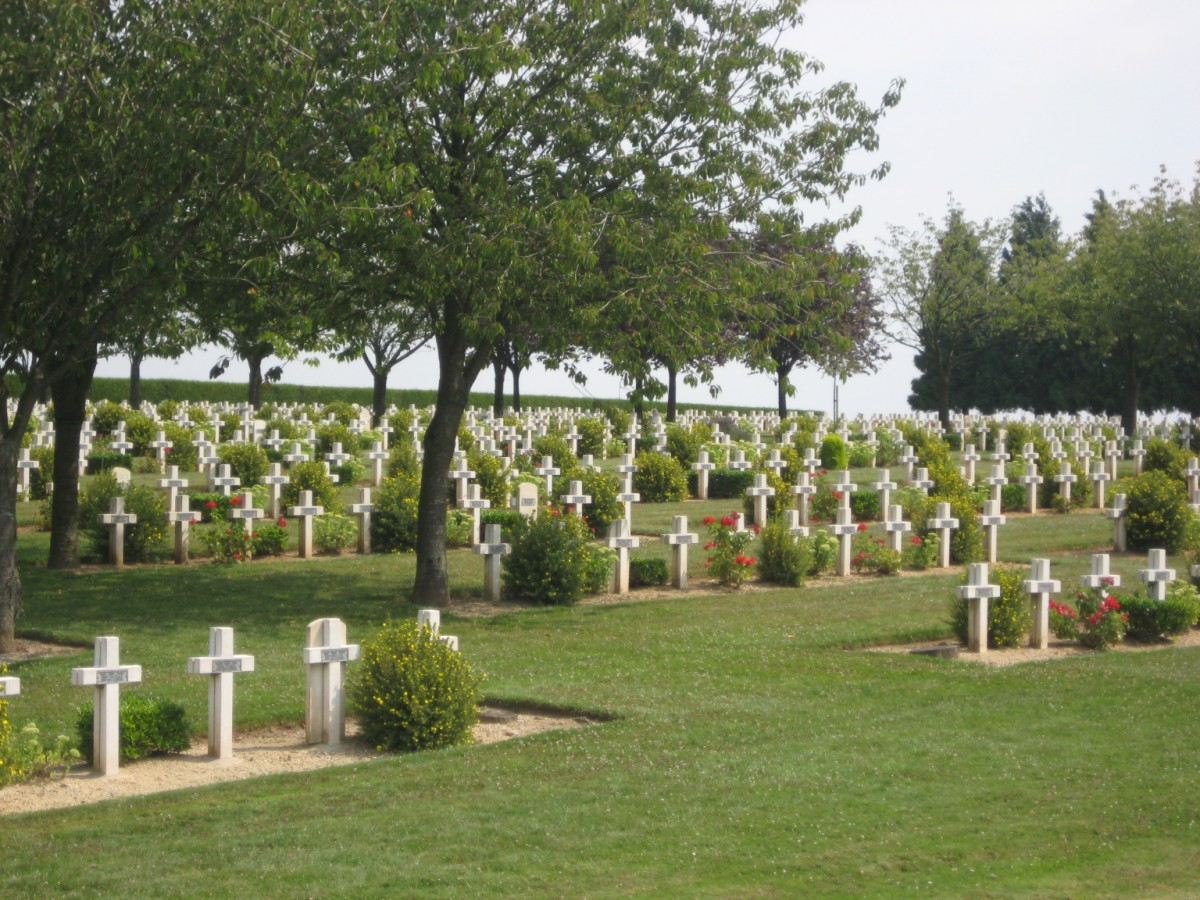
Rancourt, cimetière militaire français.

La nécropole de Rancourt est le plus grand cimetière militaire français de la bataille de la Somme (2,8 ha et 8 566 soldats inhumés). 3 223 soldats sont enterrés dans des ossuaires.
Depuis 1937, le Souvenir français est chargé de la gestion du bâtiment.

#### Cimetière militaire britannique
Le Rancourt Military Cimetery rassemble 76 corps de soldats britanniques et 17 non identifiés ainsi que 3 corps de la Seconde Guerre mondiale.

#### Cimetière militaire allemand
Le cimetière allemand de Rancourt rassemble 11 422 corps ou restes de soldats allemands (3 930 dans des tombes et 7 492 dans l’ossuaire).

### Combles
- Le village de Combles avait été fortifié par les Allemands qui résistèrent jusqu'au 26 septembre 1916 aux assauts franco-britanniques. Dans le village, monument au lieutenant français Dansette tué le 25 septembre 1916.
- Le cimetière militaire britannique de Combles contient 1 507 corps (1 467 Britanniques, 7 Canadiens, 22 Australiens et 11 Sud-Africains). Édifié en octobre 1916, après la prise du village par les troupes françaises, le cimetière fut utilisé par les Britanniques à partir de décembre 1916 jusqu'en mars 1917. En août et septembre 1918, après la prise définitive du village, des Britanniques de la 18e division y ont été inhumés eux aussi. Après l'Armistice, 944 tombes provenant du champ de bataille ont été transférées dans ce cimetière.

### Guillemont
La commune de Guillemont possède sur son territoire plusieurs monuments commémoratifs et un cimetière militaire britanniques ainsi qu'un monument français.
- Monument à la 16e division irlandaise

Ce monument dédié aux soldats irlandais tombés lors de la bataille de Guillemont et de la bataille de Ginchy des 3 et 9 septembre 1916 est aussi dédié à tous les Irlandais tombés au cours de la Première Guerre mondiale.
- Monument à la 20e division britannique.
- Monument aux hommes de Jersey morts pendant la Grande Guerre, inauguré le 3 septembre 2016, il est dédié aux 100 hommes de l'île de Jersey qui ont perdu la vie sur le sol français entre 1914 et 1918 sur les 1 500 engagés de l’île.
- Monument aux Glorieux Soldats du 265e régiment d'infanterie situé en bordure de la route Combles-Guillemont. Il est dédié à la mémoire des quatre-vingt-sept hommes de ce régiment, originaire de Nantes, tués le 28 août 1914, sous le tir croisé des artilleries française et allemande.
- Cimetière militaire britannique (Guillemont Road Cemetery), situé sur la route Montauban-de-Picardie-Guillemont, ce cimetière contient 2 265 corps (2 259 Britanniques, 1 Canadien, 1 Terre-Neuvien, 1 Australien, 1 Sud-Africain et 2 Allemands).

### Longueval
Longueval fut le lieu de furieux et meurtriers combats pendant lesquels, Britanniques, Sud-Africains et Néo-Zélandais affrontèrent l'armée allemande.

#### Monument aux joueurs de cornemuse (Piper's memorial)
Au carrefour des routes D 20 et D 197, dans le village de Longueval, une statue représentant un joueur de cornemuse est dédiée à tous les musiciens tués au cours de la Grande Guerre, sans distinction de nationalité ni d'unité. Ce monument a été inauguré le 20 juillet 2002.

#### Mémorial national sud-africain du bois Delville

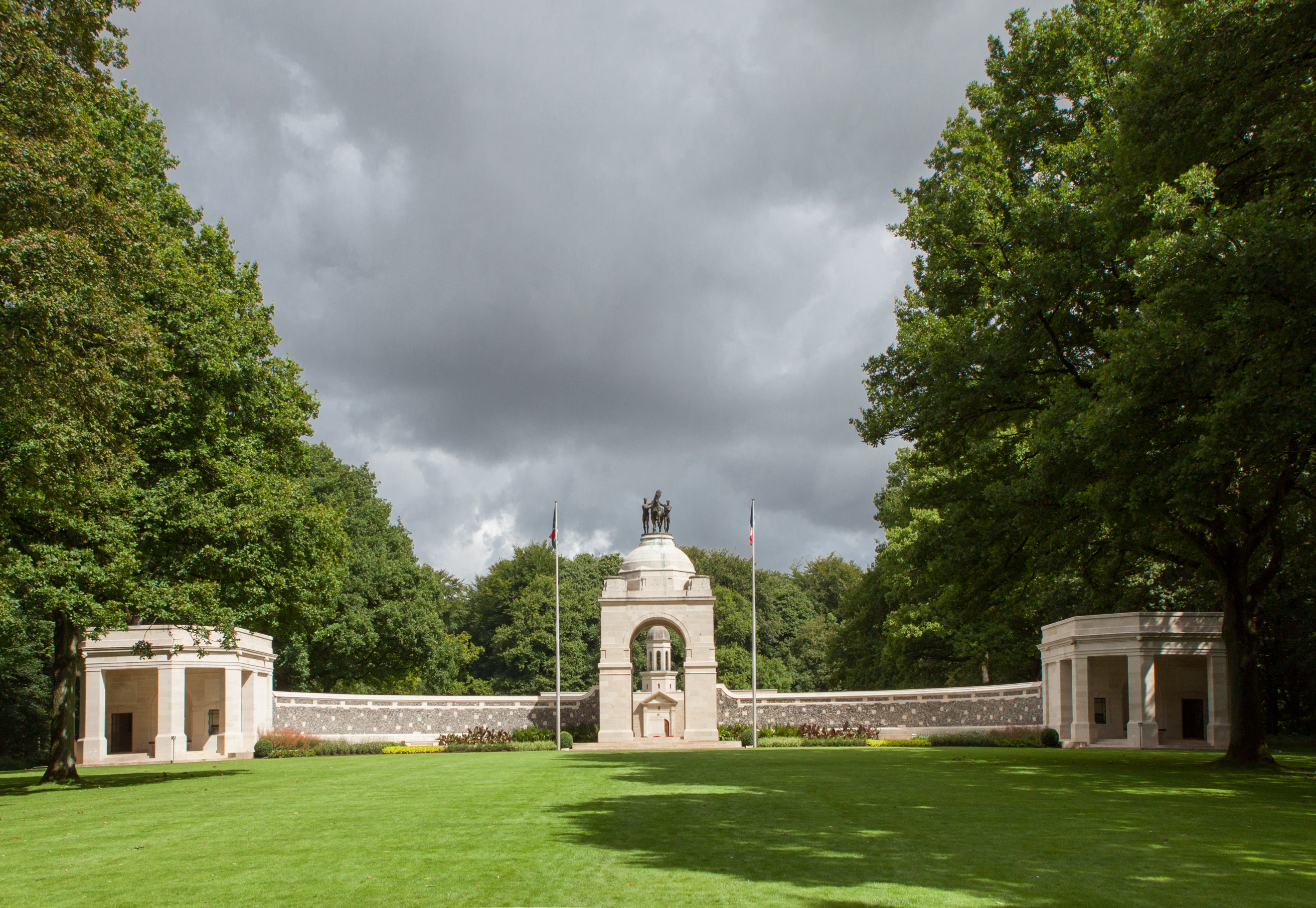
Longueval, le mémorial national sud-africain du bois Delville.

Un mémorial fut construit sur les lieux des combats qui se déroulèrent du 15 au 20 juillet 1916 dont seuls 143 Sud-Africains sortirent indemnes (sur 4 000 combattants).
Situé au fond d'un parc planté de chênes, le mémorial a la forme d'un arc de triomphe surmonté d'une statue en bronze de Castor et Pollux (les frères ennemis réconciliés), allusion à la Guerre des Boers (1899-1902).
Dans un bâtiment (réplique du Fort de Bonne-Espérance au Cap), situé derrière le mémorial, un musée retrace la participation de l'Afrique du Sud à la Première Guerre mondiale en Europe et en Afrique.

#### Cimetière militaire du bois Delville (Delville Wood Cemetery)
La nécropole est située en face du mémorial du bois Delville. Elle contient 5 523 corps (5 242 Britanniques, 29 Canadiens, 81 Australiens, 19 Néo-Zélandais et 152 Sud-Africains), dont 3 500 non identifiés.

#### Mémorial national néo-zélandais
Il rappelle la participation de la division néo-zélandaise à la bataille de la Somme à partir du 15 septembre 1916. Elle intervint également dans la Somme en 1918 lors de la bataille du Kaiser.

#### Cimetière militaire britanniqueCaterpillar Valley
Sur un long mur du cimetière, sont gravés, sur des pierres venues de Portland (Northland) en Nouvelle-Zélande, les noms de 1 205 soldats néo-zélandais morts sans sépulture. Parmi les tombes, sur la rangée A 14, se trouvent des tombes maories. Le cimetière rassemble 5 229 tombes britanniques, 214 néo-zélandaises, 100 australiennes, 18 sud-africaines, 8 canadiennes.

#### Le bois des Fourcaux (High Wood)
C'est sur le territoire de la commune de Longueval qu'est situé le bois des Fourcaux appelé « High Wood » par les anglophones, théâtre de furieux combats pendant la bataille de la Somme. Siegfried Sassoon mentionne le « High Wood » dans l'un de ses poèmes.
- Monument à la 47e division britannique (London Division) : la croix à « la glorieuse mémoire des officiers et des soldats de la 47e London Division britannique » est située à l'entrée du bois des Fourcaux sur le bord de la route départementale 107 allant de Longueval à Martinpuich. Elle rappelle la prise du « High Wood » (le « Bois Haut ») par les soldats britanniques le 15 septembre 1916. Pour la première fois, les chars furent utilisés par les Britanniques dont quatre au bois des Fourcaux.
- Monument à la mémoire des 192 soldats du 9e bataillon Highland Light Infantry (Glasgow Highlanders) tués au « High Wood » les 15 et 16 juillet 1916. Ce monument à la forme d'un Cairn.
- Le monument du 1er Cameron Highlanders et du 1er Black Watch qui livrèrent un difficile combat au High Wood le 3 septembre 1916.

#### Cimetière militaire britanniqueLondon
Situé en face du bois des Fourcaux, ce cimetière rassemble 3 872 dépouilles de soldats de l'empire britannique tombés au cours de la bataille de la Somme, dont 47 de la 47e London Division tués le 15 septembre 1916. Herbert Baker en est l'architecte. Le cimetière abrite également 165 tombes de soldats de la Seconde Guerre mondiale.

### Flers

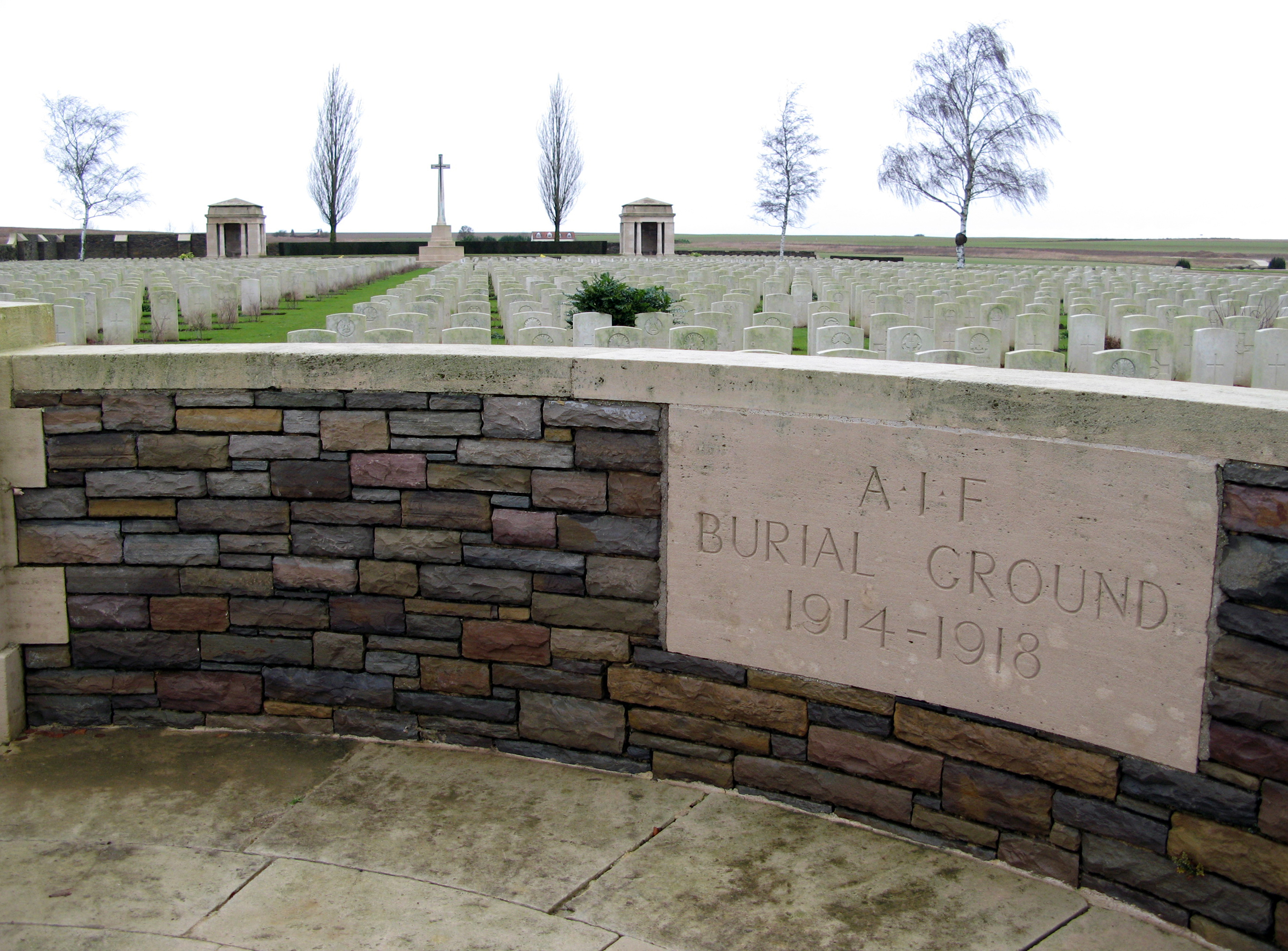
Flers, le cimetière militaire britannique

Le village de Flers fut le théâtre d'une bataille au cours de l'été 1916, à laquelle participèrent pour la première fois des chars de combat.
Le A.I.F. Burial Ground est un cimetière militaire britannique situé en bordure de la D 938, dans lequel sont inhumés : 2 813 soldats britanniques, 417 Australiens, 67 Canadiens, 89 Néo-Zélandais, 27 Sud-Africains, 164 Français et 3 Allemands et 60 soldats non identifiés.
Le Bulls Road Cemetery est un autre cimetière militaire britannique qui rassemble 776 dépouilles dont 474 non-identifiées.

### Gueudecourt

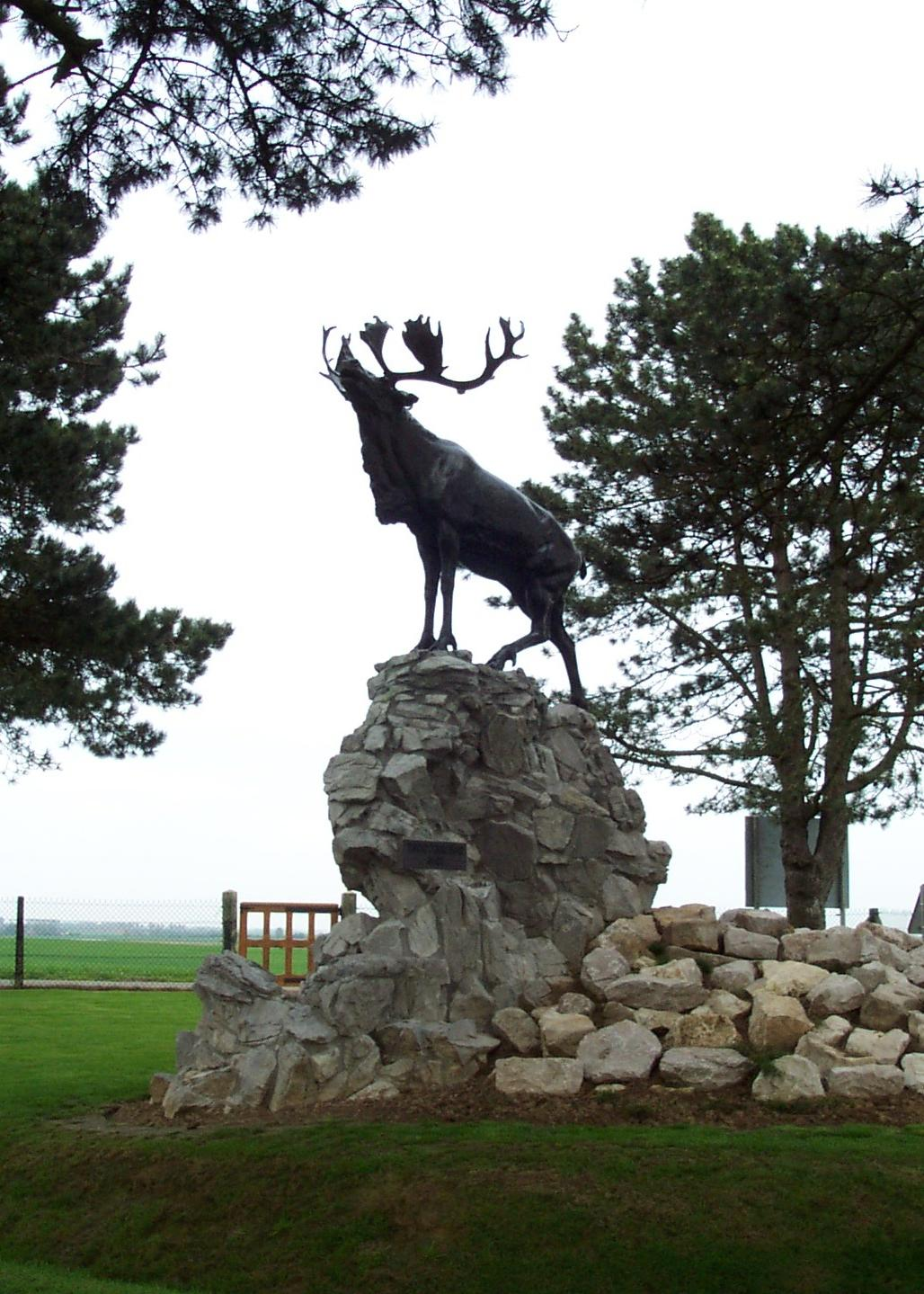
Gueudecourt, mémorial terre-neuvien

#### Le mémorial terre-neuvien de Gueudecourt
Il est situé juste au nord-est du village de Gueudecourt. Il est constitué d'une statue de caribou en bronze érigé sur un monticule dans un petit parc aménagé dans l'ancien de champ de bataille. Ce monument marque l'endroit où, en octobre 1916, les Terre-Neuviens jouèrent un rôle décisif dans la prise d'une position allemande appelée la tranchée Rainbow.

### Martinpuich
Martinpuich a été conquis par la 15e division écossaise, le 15 septembre 1916. Le village fut repris par les Allemands en avril 1918 puis à nouveau conquis par les Alliés en août.
Dans le village se situe le Martinpuich British Cemetery, cimetière militaire britannique, situé au lieu-dit la Bouilloire. Il a été ouvert dès novembre 1916, une centaine de soldats y reposent aujourd'hui.

### Warlencourt-Eaucourt

#### Butte de Warlencourt
Située sur le territoire de la commune de Warlencourt-Eaucourt, la Butte de Warlencourt, propriété de la Western Front Association, était un point puissamment fortifié par les Allemands qui y bloquèrent l'offensive britannique en novembre 1916. Une stèle commémorative et une table d'orientation ont été installées sur le site en 1990.
Un cimetière militaire britannique est situé sur le territoire de la commune. Plusieurs combats furent livrés à Warlencourt à la fin de l'année 1916 et au début de l'année 1917.

### Courcelette

#### Mémorial canadien de Courcelette
Le village de Courcelette fut repris par les Canadiens du Royal 22e Régiment, le 15 septembre 1916, après onze semaines de durs combats dans la Somme.
Le mémorial, situé dans un parc planté d'érables, rappelle le sacrifice des 24 000 soldats canadiens morts pendant la bataille de la Somme.
Sur le monument en granit, une inscription bilingue a été gravée : « L'armée canadienne prit une part glorieuse à la rupture du front allemand sur ces côtes pendant la bataille de la Somme, 3 septembre-18 novembre 1916. »
- Cimetière militaire britannique (Courcelette British Cemetery)

### Pozières

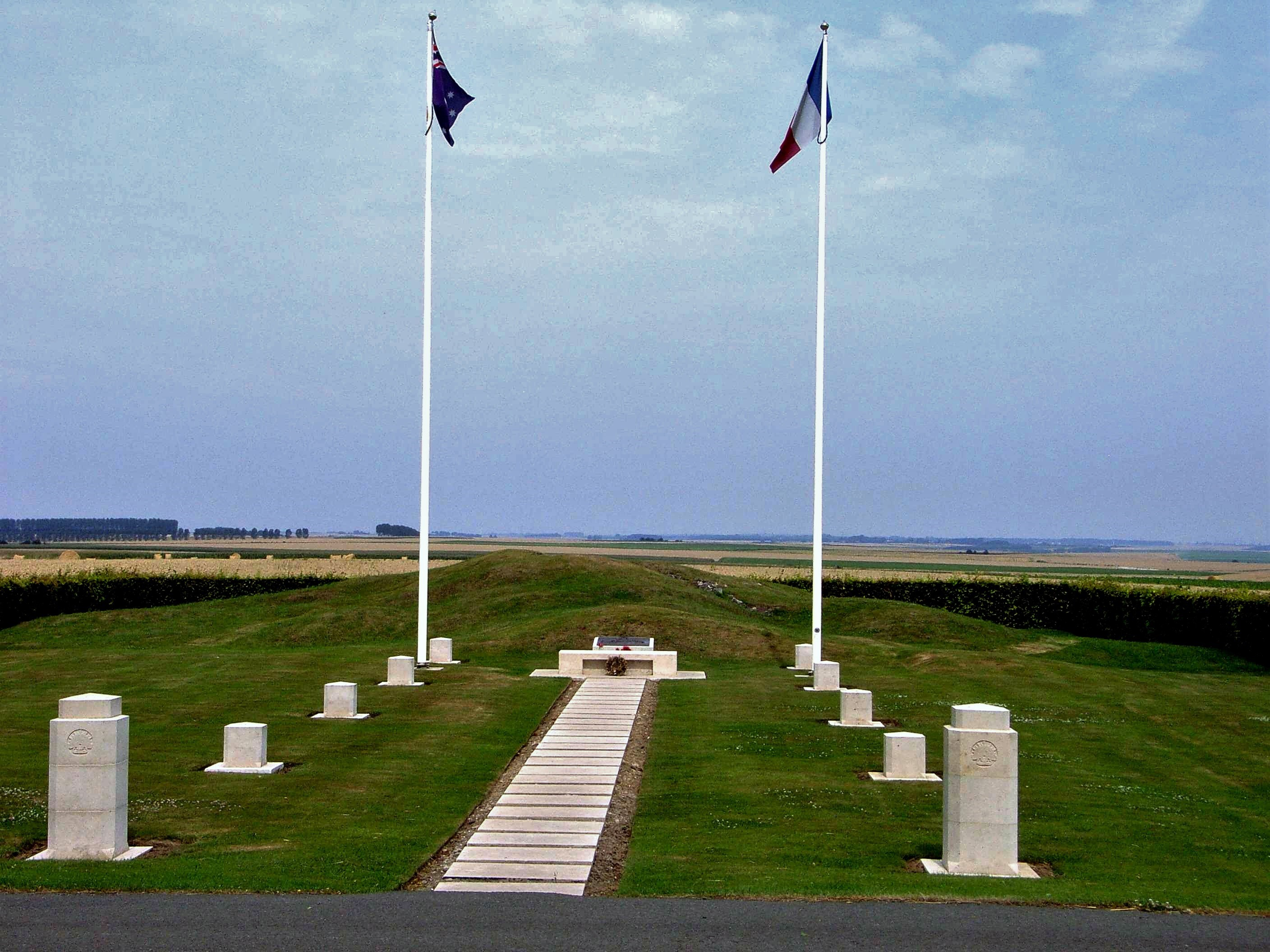
Pozières, site du Moulin à vent

Le territoire de la commune de Pozières fut le lieu d'intenses et durs combats qui opposèrent les troupes australiennes puis canadiennes à l'armée allemande.
Les Australiens rapatriés de Gallipoli prirent Pozières le 23 juillet 1916, après avoir essuyé de très lourdes pertes. Ils échouèrent à prendre la ferme du Mouquet et furent relevés le 5 septembre 1916 par les Canadiens

#### Stèle de la Ferme du Mouquet
- Stèle commémorative de la Ferme du Mouquet qui tomba aux mains des Alliés le 27 septembre 1916.

#### Le monument aux tanks et les vestiges du moulin à vent
Le 15 septembre 1916, pour la première fois, les tanks firent leur apparition sur un champ de bataille :
- Monument aux tanks sur le bord de la R.d. 929, rappelle cet événement.
- stèle à la 2e division australienne, en face du monument aux tanks, sur le site d'un ancien moulin à vent où se déroula la bataille la plus meurtrière pour les Australiens

- stèle à la mémoire de George Butterworth, situé à 300 m environ du lieu où il fut tué.

#### LeGibraltaret le monument à la1redivisionaustralienne
- Vestiges du Gibraltar, blockhaus allemand appelé ainsi par les Britanniques.
- Monument à la 1re division australienne : il est situé à l'ouest du village et a la forme d'un obélisque. Sur la face est du monument, sur une plaque de bronze, sont inscrits les noms des batailles auxquelles participa la division.

#### Mémorial de Pozières (cimetière des colonnes)
- Le cimetière militaire britannique des colonnes (British cemetery de Pozières) est entouré d'un péristyle qui constitue le mémorial de Pozières, situé sur la route départementale 929. Cette nécropole contient 2 756 corps dont 1 374 non identifiés.

### Thiepval

#### Mémorial de Thiepval

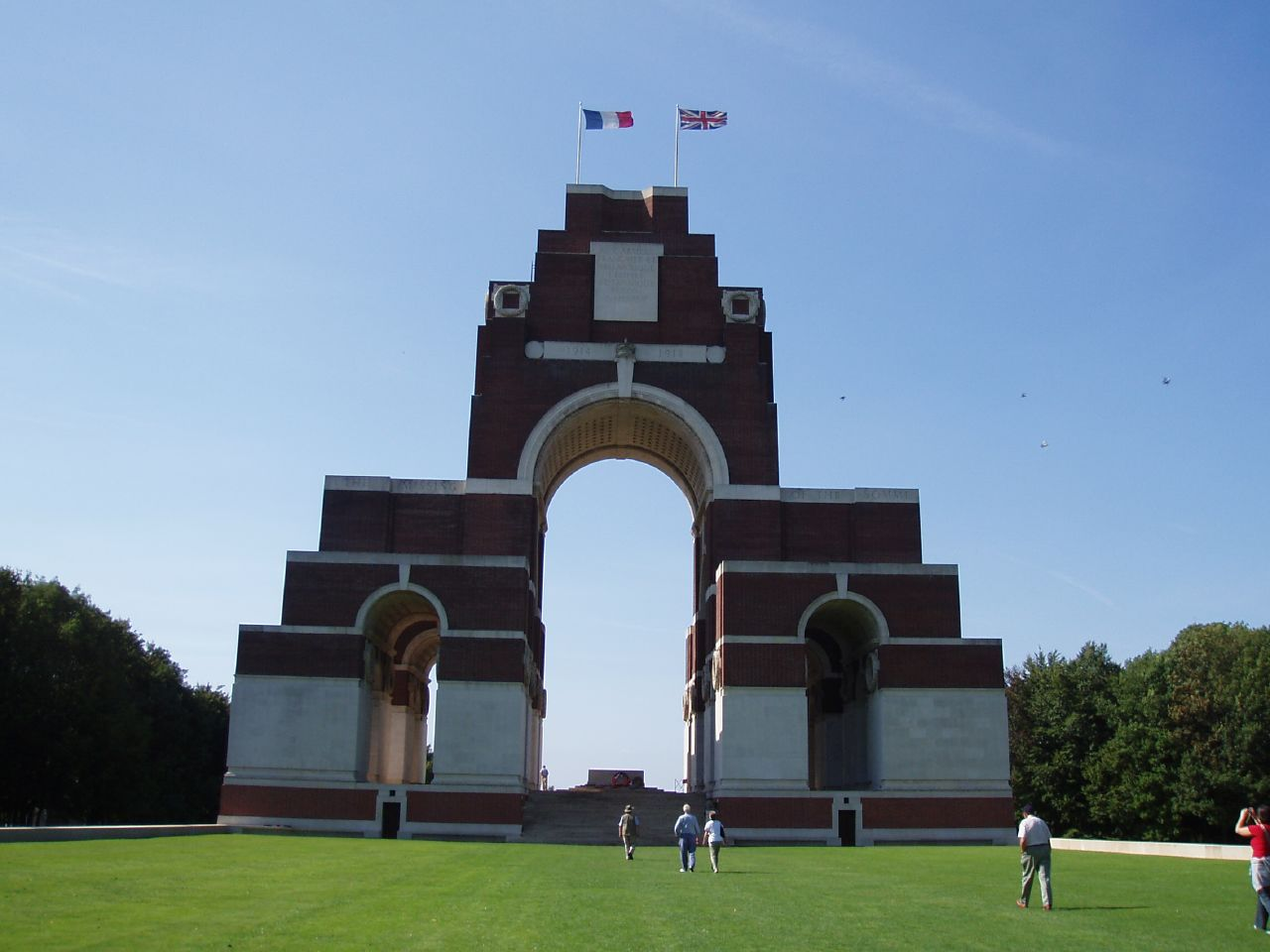
Thiepval, mémorial franco-britannique.

Le mémorial de Thiepval est le plus imposant du département de la Somme. Visible à des kilomètres à la ronde, il a été élevé sur la crête de Thiepval par le gouvernement britannique en 1932. Ce grandiose arc de triomphe de brique est dédié à la mémoire des 73 000 soldats britanniques et sud-africains disparus sur le front de la Somme de juillet 1915 à mars 1917.
Un Centre d'accueil et d'interprétation a été construit aux pieds du mémorial.

#### Monument à la18edivision d'infanterie britannique
Avant d'arriver au mémorial, a été érigé un monument à la 18e division d'infanterie britannique.

#### Tour de l'Ulster
Dédiée à la mémoire de la 36e division irlandaise, la Tour de l'Ulster a été construite en 1921 par souscription publique. C'est également le mémorial de tous les soldats irlandais morts pendant la Grande Guerre.
Le cimetière de Caunnaught situé à côté rassemble les dépouilles de 1 286 soldats britanniques, 642 corps non identifiés et 425 appartenant à d'autres unités.

### Beaumont-Hamel
La commune de Beaumont-Hamel qui possède sur son sol un certain nombre de cimetières militaires, est surtout connue pour son parc terre-neuvien.

#### Parc terre-neuvien
Le mémorial national aux disparus de Terre-Neuve est surmonté d'une statue de caribou - Le Régiment royal de Terre-Neuve fut presque totalement fauché en une demi-heure le 1er juillet 1916 au matin (68 valides sur 850 soldats, officiers et sous-officiers) -. Dans le parc de 16 ha des tranchées sont encore visibles ainsi que l'Arbre du danger qui offre au regard son tronc dénudé.
La Statue de l'Écossais, soldat de la 51e division des Highlands qui prit la position le 13 novembre 1916 est située au fond du parc.

#### Mémorial Argyll etSutherland Highlanders

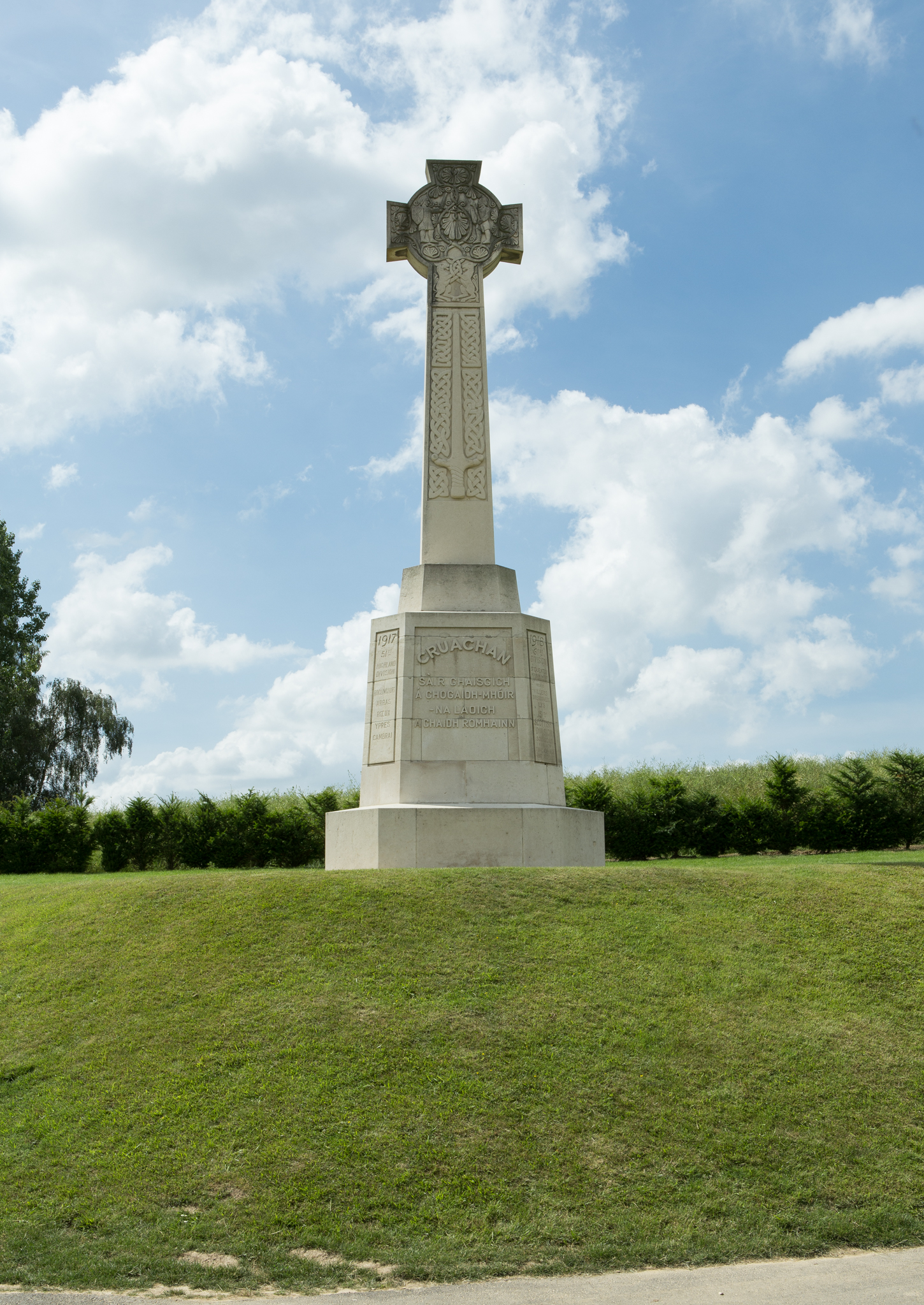

Situé sur les champs de bataille de la Somme, en face du cratère de mine Hawthorn (dont l'explosion a été filmée à 7 h 20 le 1er juillet 1916) et adjacent à la Voie Sunken où le Cameraman Geoffrey Malins filma des hommes de la 1re division du Lancashire le matin du 1er juillet se préparant au combat.
Le monument est constitué d'une croix celtique en pierre blanche inaugurée en 1923 par le duc d’Argyll. Sur son socle sont gravés les différents faits d'armes auxquels participèrent le 8e bataillon Argyllshire, des Argyll & Sutherland Highlanders de la princesse Louise, la 51e division des Highlands et les 61e et 15e divisions écossaises. Du 1er mai 1915 au 11 novembre 1918, 51 officiers, 831 sous-officiers et soldats ont été tués. 105 officiers et 2 527 sous-officiers et soldats ont été blessés. L'inscription en gaélique signifie : « Les amis sont bons le jour de la bataille ».

#### Nécropole nationale de Serre-Hébuterne
La nécropole nationale de Beaumont-Hamel rassemble 834 corps dont 240 en ossuaire. Il a été créé en 1919. Dans ce cimetière, a été érigé un monument dédié « à la mémoire des héros morts pour la France à Hébuterne », en mémoire des soldats des 343e et 327e régiments d'infanterie qui perdirent la vie en affrontant les Allemands dans les combats d'Hébuterne du 10 au 13 juin 1915. Une stèle « aux braves du 243e R.I. morts pour la Patrie le 10 juin 1915 » est également visible dans le cimetière.
Une chapelle en face du cimetière a été construite en 1936.

#### Cimetières militaires britanniques
En dehors du parc terre-neuvien, plusieurs cimetières militaires britanniques sont situés sur le territoire de la commune de Beaumont-Hamel :
- Cimetière militaire britannique de la route de Serre (Beaumont-Hamel)
- Ancre British Cemetery
- Beaumont-Hamel British Cemetery
- Frankfurt Trench British Cemetery
- Hamel Military Cemetery
- Munich Trench British Cemetery
- New Munich Trench British Cemetery
- Redan Ridge Cemetery no 1
- Redan Ridge Cemetery no 2
- Redan Ridge Cemetery no 3
- Waggon Road Cemetery

#### Monuments aux morts
Les deux monuments aux morts de Hamel et de Beaumont édifiés en 1933 sont dus à Charles Gern. D'inspiration religieuse, ils symbolisent, à travers le personnage d'une mater dolorosa, le deuil et l'affliction.

### Aveluy

#### Bois d'Aveluy
Le bois d'Aveluy était un important dépôt de munitions et de ravitaillement pour les Britanniques. On peut y voir encore aujourd'hui des tranchées (C'est une propriété privée interdite à la visite).

#### Cimetières militaires britanniques
- Aveluy Wood Cemetery: contient 380 corps (354 Britanniques et 26 Australiens)
- Lonsdale Cemetery: situé à proximité du bois de la Haie, il contient 1 543 corps (1 538 Britanniques, 4 Australiens et 1 Français) 815 n'ont pu être identifiés.
- Communal Cemetery Extension: contient 613 corps (549 Britanniques, 7 Canadiens, 54 Australiens, 1 Sud-Africain et 2 Indiens - ces trois derniers faisant partie d'unités de travailleurs).

#### La Nymphe d'Aveluy
La Nymphe d'Aveluy est un monument inauguré en avril 2016 qui est la réplique d'une sculpture réalisée par un artiste anonyme - sans doute un poilu - représentée sur des cartes postales de 1915 qui l'intitulaient La Nymphe d'Aveluy. Aveluy était, à cette l'époque, un village à l'arrière du front où des soldats français étaient au repos.

### Ovillers-la-Boisselle
La commune d'Ovillers-la-Boisselle possède plusieurs monuments commémoratifs :

#### Trou de mine de La Boisselle (Lochnagar Crater)

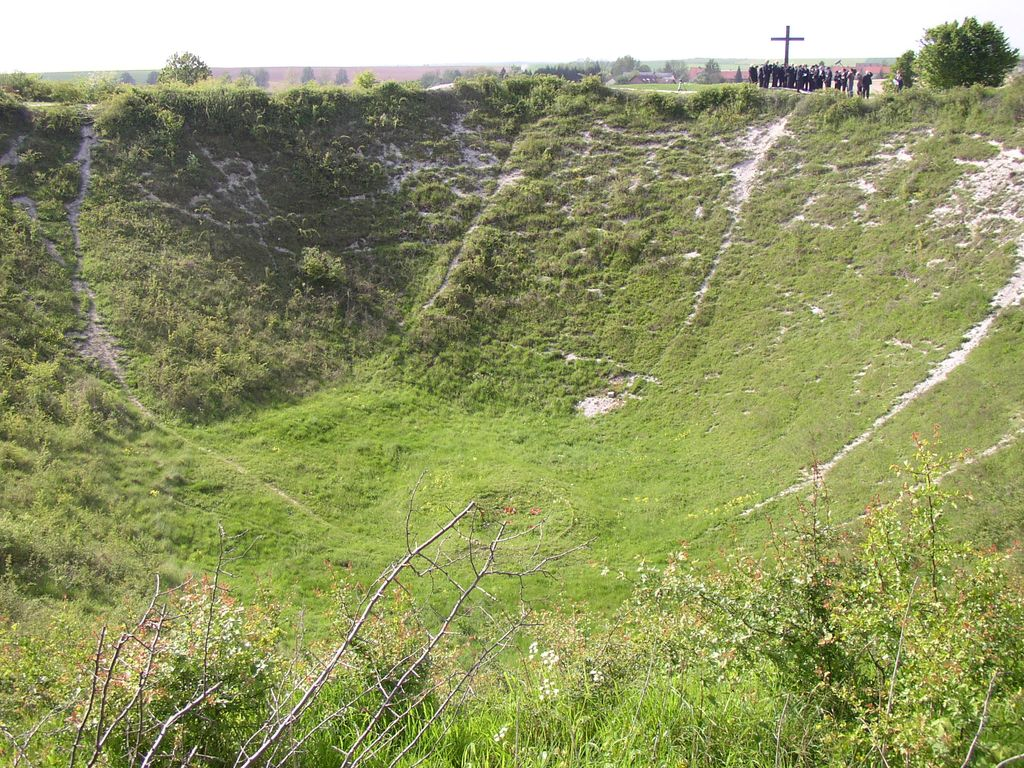
Trou de mine de La Boisselle

Le Lochnagar Crater est un trou de trente mètres de profondeur et de cent mètres de circonférence, créé par l'explosion de mines le 1er juillet 1916 pour tenter de rompre le front allemand. C'est au trou de mine de La Boisselle que débutent chaque année le 1er juillet à 7 h 30 du matin les cérémonies commémoratives de la bataille de la Somme.  Classé MH (1998).

#### Monuments commémoratifs de La Boisselle
- Monument à la 34e division britannique : ce monument de pierre blanche, situé dans les champs à proximité immédiate des maisons du village, à l'arrière de la route de Contalmaison, rend hommage aux soldats de la 34e division, tombés dans la Somme le 1er juillet 1916. Cette division était composée d'Irlandais et d'Écossais. Le monument est surmonté d'une statue de femme portant une épée au côté. Cette statue est communément appelée la Madelon.
- Croix à la 19e division : située devant l'église de La Boisselle, Croix à la 19e Western Division qui prit le village le 4 juillet 1916.
- Monument aux Tyneside Scottisch et aux Tyneside Irish : situé au carrefour de la route Albert-Bapaume et des routes de Contalmaison et d'Aveluy, est constitué d'un banc de pierre, on y peut voir la croix celtique et la croix de Saint André, symbole de l'Écosse. Le monument fut inauguré en 1922 par le Maréchal Foch. Il commémore l'attaque du 1er juillet 1916.

#### Le calvaire breton d'Ovillers
À Ovillers, un « calvaire breton » a été érigé en mémoire des poilus bretons tombés dans ce secteur le 17 décembre 1914 avec cette dédicace : 

« Je n'abandonne pas mes Bretons. »

#### Cimetières militaires britanniques
- Gordon Dump Cemetery : situé à la sortie de La Boisselle, en direction de Bazentin, il contient les corps de 1 676 soldats (1 582 Britanniques, 2 Canadiens, 91 Australiens et 1 Indien). Plus d'un millier n'ont pu être identifiés.
- Ovillers military Cemetery: 3 559 hommes (3 268 Britanniques, 95 Canadiens, 57 Australiens, 6 Néo-Zélandais et 120 Français) dont 2 477 inconnus, reposent dans cette nécropole.

### Contalmaison
Sur le territoire de la commune de Contalmaison, sont situés plusieurs lieux de mémoire de la Grande Guerre :
- trois cimetières militaires britanniques :
  - Contalmaison Chateau Cemetery,
  - Sunken Road Cemetery et
  - 2nd Canadian Cemetery, Sunken Road
- Le monument au 12e bataillon du Régiment écossais de Manchester, le « Bataillon de McCrae » érigé en 2003 grâce à l'action d'un Écossais, Sir George[6], inauguré en 2004. Il est dédié à la mémoire des footballeurs écossais périrent en 1916, lors des combats de la Bataille de la Somme, pour la prise de Contalmaison. Il a la forme d'un cairn et a été construit par des artisans écossais avec des matériaux venus d'Écosse[7].
- La stèle en mémoire du lieutenant Donald S. Bell, footballeur anglais ayant reçu la Victoria Cross pour avoir défendu le village.

(retour à La Boisselle)

### Albert

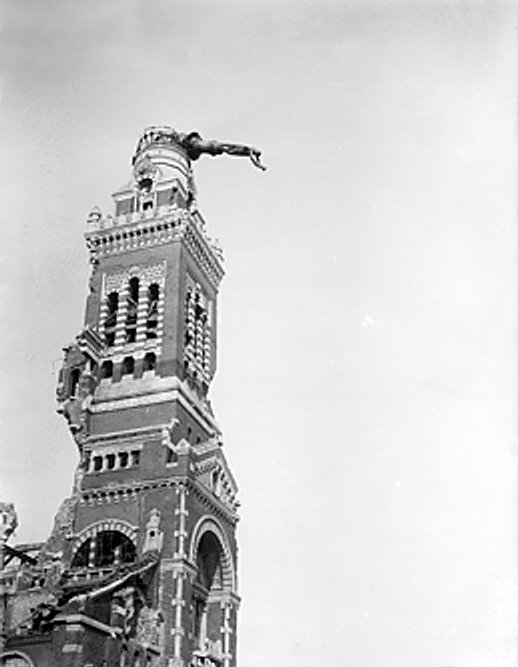
Albert, La Vierge penchée

La ville d'Albert a été l'enjeu de durs combats et a subi une destruction quasi totale au cours de la Grande Guerre.
Après la bataille de la Marne, pendant la Course à la mer, en septembre 1914, Albert fut le théâtre d'une bataille qui se solda sans vainqueur ni vaincu. La Xe Armée Française du général de Castelnau affronta, durant cinq jours, du 25 au 29 septembre 1914, lors de la bataille d'Albert la VIe Armée allemande qui tentait de couper ainsi le ravitaillement du corps expéditionnaire britannique.
Albert, située dans l'immédiat arrière du front en 1914-1916, se trouvait dans le secteur britannique. Elle fut occupée, une nouvelle fois, par les Allemands, au printemps 1918, lors de la bataille du Kaiser.
En 1915, la ville subit d'importants bombardement d'artillerie. Le clocher de la basilique Notre-Dame de Brebières fut touché par un obus. La statue de la Vierge, pliée sur son socle, au sommet du clocher, resta suspendue dans les airs. La Vierge penchée, devint alors un symbole pour les soldats alliés qui disaient : " quand la Vierge d'Albert tombera, la guerre finira ". Ce qui fut presque le cas. Elle tomba au sol au printemps 1918.
La première partie de la bataille de la Somme du 1er juillet au 13 juillet 1916 est appelée bataille d'Albert par les Britanniques. En août 1918, une troisième bataille d'Albert fut remportée par les Britanniques.
La ville a été reconstruite dans l'entre-deux-guerres, son architecture de brique est caractéristique de la reconstruction d'après la Grande Guerre. Aujourd'hui, elle est devenue un des pôles du tourisme de mémoire dans le département de la Somme, très fréquenté tout au long de l'année, notamment par les touristes britanniques.

#### Musée Somme 1916

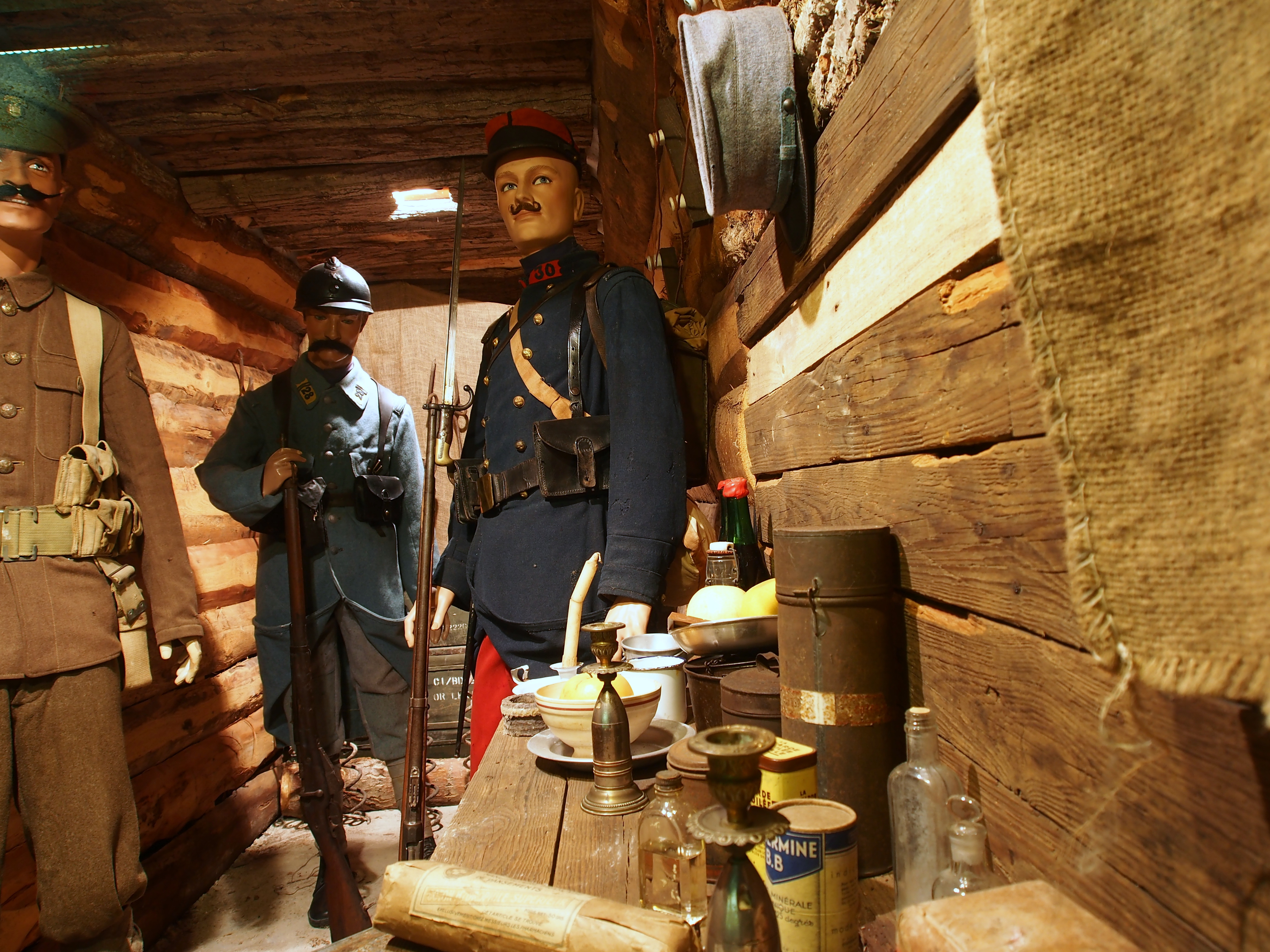
Albert, Musée Somme 1916, une tranchée française reconstituée

#### Cimetières militaires
- Communal cimetery extension : situé dans le prolongement du cimetière communal, ce cimetière militaire britannique regroupe 888 corps (644 Britanniques, 202 Canadiens, 39 Australiens et 3 Indiens) dont 20 inconnus.
- Bapaume post military cimetery: situé sur la route de Bapaume, ce cimetière regroupe 410 corps (327 Britanniques, 64 Canadiens, 18 Australiens, 1 Sud-Africain) dont 181 inconnus.
- Nécropole nationale française de près de 2 ha, route de Péronne : créée en 1923, elle regroupe 6 290 corps dont 2 879 en quatre ossuaires parmi eux 3 Britanniques.

### Fricourt

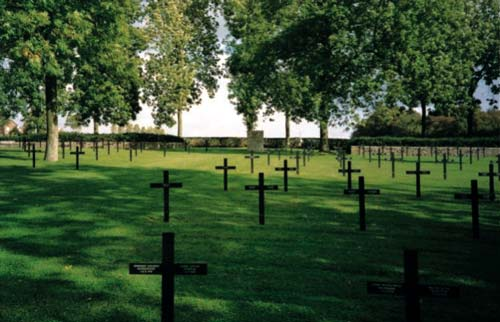
Fricourt, cimetière militaire allemand.

Le saillant de Fricourt était un des piliers de la défense allemande qui tomba dès le 2 juillet 1916 aux mains de l'Armée britannique. La commune possède deux lieux de mémoire de la Grande Guerre :
- le Tambour et le Point 110 ;
- le cimetière militaire allemand.

Celui-ci contient 17 027 corps, 5 057 dans des tombes individuelles (dont 144 n'ont pu être identifiés) et 11 970 dans quatre ossuaires (dont 5 331 ont pu être identifiés).
Le « Baron rouge », Manfred von Richthofen, as de l'aviation allemande, a été inhumé dans le cimetière militaire allemand de Fricourt jusqu'en 1925.

### Mametz

#### Mémorial de la38edivisiongalloise
Situé dans le bois de Mametz, au nord-est du village, inauguré le 11 juillet 1987, il représente un dragon rouge, emblème du Pays de Galles. Les ailes en mouvement, il tient dans ses griffes des barbelés en direction du bois de Mametz.

#### Cimetières militaires britanniques
- Flatiron copse Cemetery: les tommies donnèrent le nom de Flatiron copse (le taillis ou bois du fer à repasser) à une petite plantation se trouvant un peu à l'est du bois de Mametz. Le cimetière situé à son emplacement contient 1 568 corps

- Dantzig Alley british cemetery: situé au bord de la D64, en direction de Montauban. Ce cimetière contient 2 053 corps

- Devonshire Cemetery: cette nécropole contient 163 corps (tous Britanniques) dont 10 inconnus. Cent vingt-huit de ces hommes (dont sept officiers) sont du 9e Devons. À 7 h 30, le 1er juillet 1916, quand l'assaut commença, beaucoup de ces soldats furent fauchés à peine sortis de leur tranchée. Ils y furent enterrés. Les autres tombes sont celles de 33 hommes, dont 4 officiers, du 8e Devons tués eux aussi le 1er juillet 1916.

### Montauban-de-Picardie
À l'entrée du village de Montauban-de-Picardie:
- Croix à la mémoire du capitaine de Montclain (route de Mametz).
- Monument à la mémoire des soldats du Liverpool Pals et du Manchester Pals qui prirent le village le 1er juillet 1916. Ce sobre monument a la forme d'une borne.
- Bernafay Wood british Cemetery: ce cimetière contient 945 corps (814 Britanniques, 124 Australiens, 2 Néo-Zélandais, 4 Sud-Africains et 1 Indien). Il a été édifié en août 1916 et après l'armistice, il a accueilli d'autres tombes venues des champs de bataille.
- Quarry Cemetery, située au nord du village, cette nécropole contient 756 corps (672 Britanniques, 25 Australiens, 38 Néo-Zélandais, 5 Sud-Africains et 16 Allemands).

### Maricourt

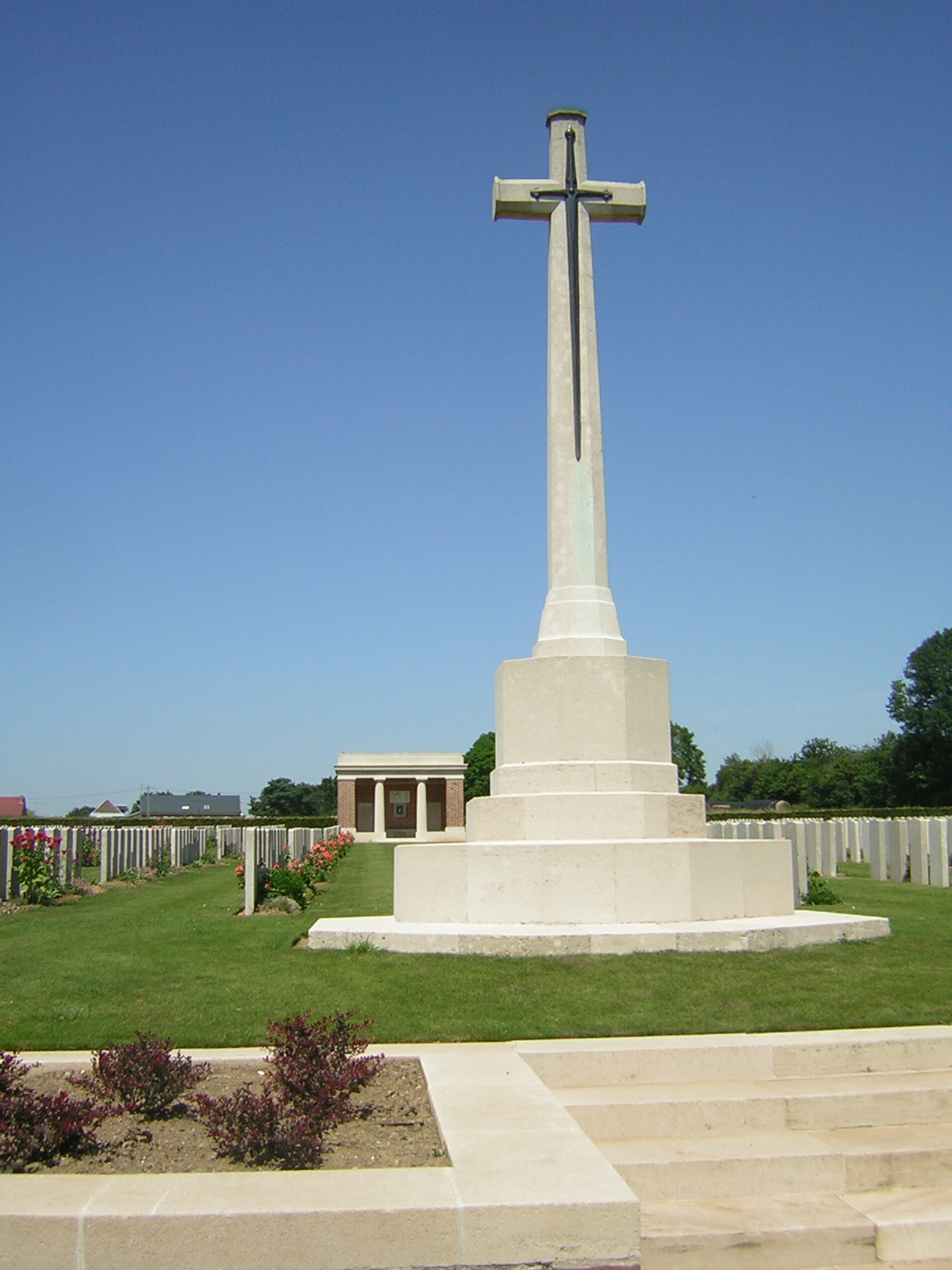
Maricourt, cimetière militaire britannique

- À l'extérieur du village de Maricourt, monument à la mémoire du lieutenant français Brody du 224e régiment d'Infanterie et de ses hommes tués le 17 décembre 1914.
- Péronne road cemetery, situé sur la route de Maricourt à Carnoy, la nécropole contient 1 348 corps (1 300 Britanniques — dont des aviateurs et des marins de la Royal Naval Division, 14 Australiens, 1 Canadien et 33 Sud-Africains), dont 366 inconnus. Lors de la bataille de la Somme, en 1916, Maricourt était le point de jonction entre les armées britannique et française.

### Frise
Frise était située sur la ligne de front dès l'automne 1914 et bien sûr lors de la bataille de la Somme en 1916.
L'écrivain Blaise Cendrars engagé dans la Légion étrangère y combattit en 1914-1915. Il fit un récit de son expérience de combattant dans son roman La Main coupée (1946).
Le poète britannique Robert Graves engagé dans le Royal Welsh Fusillier a lui aussi combattu à Frise.
Surplombant le carrefour des Cinq Chemins et sur la Montagne de Frise, des boyaux de tranchées sont encore visibles dans les environs du village.

### Flaucourt
- Monument allemand

### Maurepas
La commune de Maurepas possède sur son territoire un cimetière militaire français.
Au rond-point entre la route départementale 938 (route Albert-Péronne) et la sortie 13.1 de l'autoroute A 1, se dresse la sculpture monumentale d'Albert Hirsch, intitulée Deux traits de lumière qui évoque sous la forme de trois longues bandes d'acier inclinées les combats qui se déroulèrent dans la Somme de 1914 à 1918.

### Cléry-sur-Somme
Cléry-sur-Somme fut repris par les troupes françaises le 3 septembre 1916.
- Monument au 363e régiment d'infanterie
- Le cimetière militaire français du bois des Ouvrages[b] édifié en 1920 est situé sur la route Albert-Péronne, en face de l'autoroute du Nord. Il contient 2 332 corps dont 1 129 dans des ossuaires. Cette nécropole de près d'un hectare rassemble des tombes de cimetières militaires provisoires de Vaire-sous-Corbie, de Morlancourt, de la ferme de Monacu, du moulin de Fargny et du bois des Berlingots.

## Autres sites
Plusieurs lieux de mémoire de la Grande Guerre qui ne sont pas situés sur le circuit du Souvenir mais qui cependant y sont liés, figurent dans cette liste. Ils sont pour la plupart localisés dans la partie est du département de la Somme. Les sites sont classés d'ouest en est, à partir d'Amiens sauf les trois derniers.

### Doullens

#### Salle du Commandement unique
Dans cette salle située au premier étage de l'Hôtel de ville de Doullens construit en 1898 par l'architecte Anatole Bienaimé, il fut décidé de placer toutes les armées alliées sous le commandement unique de Ferdinand Foch. Dans la Salle du Commandement unique,  Inscrit MH (1998), on peut voir, un vitrail commémoratif conçu par Gérard Ansart en 1937 et réalisé par le maître verrier Jean Gaudin. De chaque côté deux toiles (1936-1938) de Lucien Jonas, peintre officiel des armées, commémorent l'événement. Les bustes en bronze de Georges Clemenceau et de Lord Alfred Milner sont dus à François-Léon Sicard.

#### Calvaire de la Reconnaissance
Le Calvaire de la Reconnaissance plus connu sous le nom de Calvaire Foch a été érigé sur une colline dominant la ville à l'est. Un socle de pierre, surmonté d'une croix avec une statue du Christ, est décoré de deux médaillons de bronze œuvre d'Albert Roze, représentant le Maréchal Foch et des soldats. Le monument a été inauguré avec faste, le 26 juin 1921.

### Amiens
La ville d'Amiens possède plusieurs lieux de mémoire de la Grande Guerre.

#### Cathédrale Notre-Dame
Dans la cathédrale Notre-Dame d'Amiens, sur les piliers du transept sud sont apposées des plaques ex-voto à la mémoire :
- des 600 000 soldats de Grande-Bretagne et d'Irlande tombés au champ d'honneur en France et en Belgique (1914-1918), batailles de la Somme, d’Amiens et de la Victoire (1918) ;
- des soldats de la division sud-africaine ayant combattu pendant la Première Guerre mondiale ;
- des soldats de l'Armée impériale australienne tombés pour la défense d'Amiens en 1918 ;
- de la division néo-zélandaise et de ses soldats tombés dans la Somme ;
- des officiers, sous-officiers et soldats du Royal Canadian Dragoons qui ont donné leur vie pendant la Grande Guerre ;
- de l'île de Terre-Neuve et des combattants de cette île, tombés dans la bataille de la Somme ;
- des officiers et soldats du 6e régiment de génie de l'Armée américaine morts pour la défense d'Amiens mars 1918 ;
- du Maréchal Foch ;
- du Général Debeney ;
- de Raymond Asquith, fils d'Herbert Asquith, Premier ministre du Royaume-Uni, tombé au champ d'honneur à Ginchy le 15 septembre 1916.

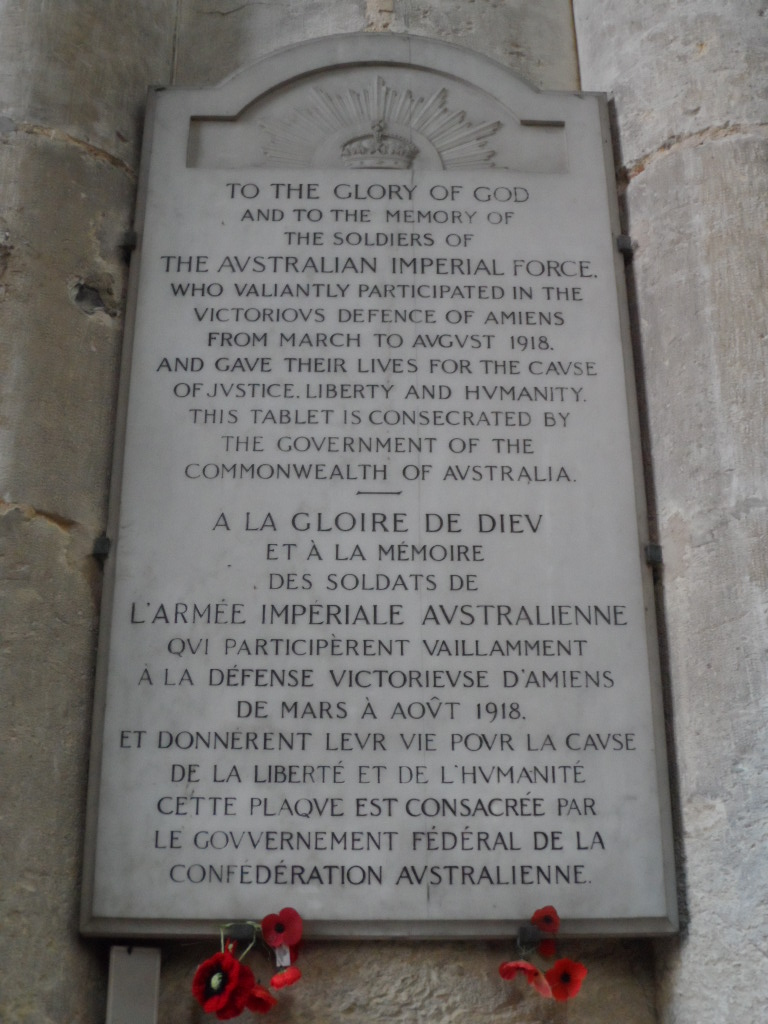
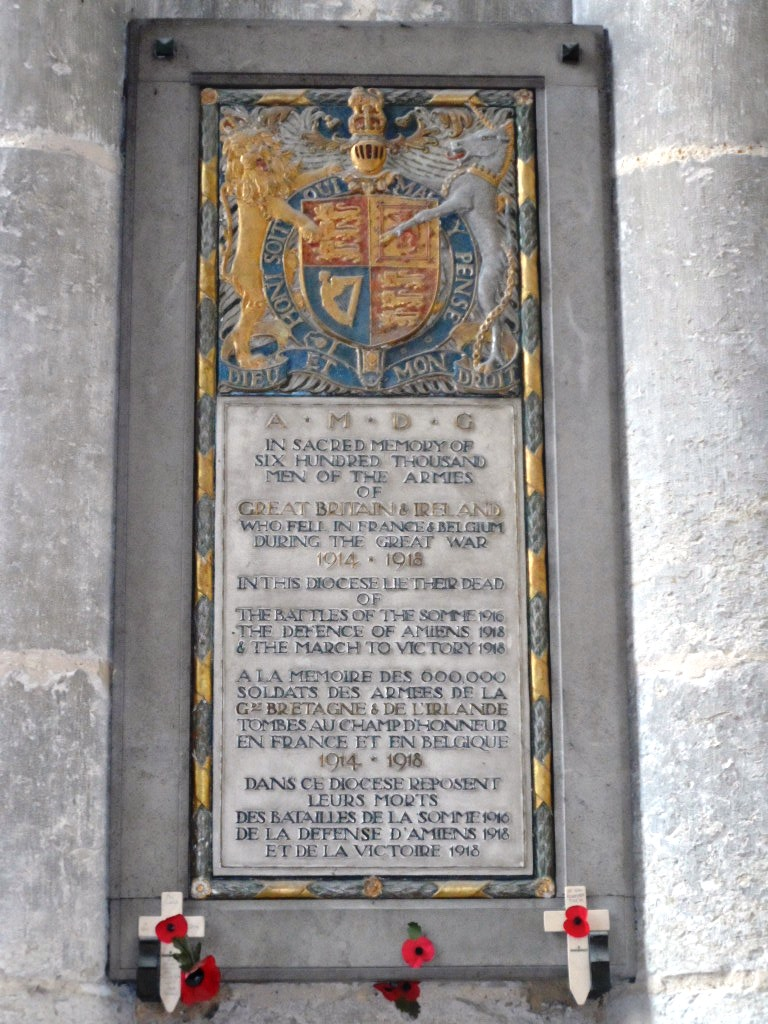
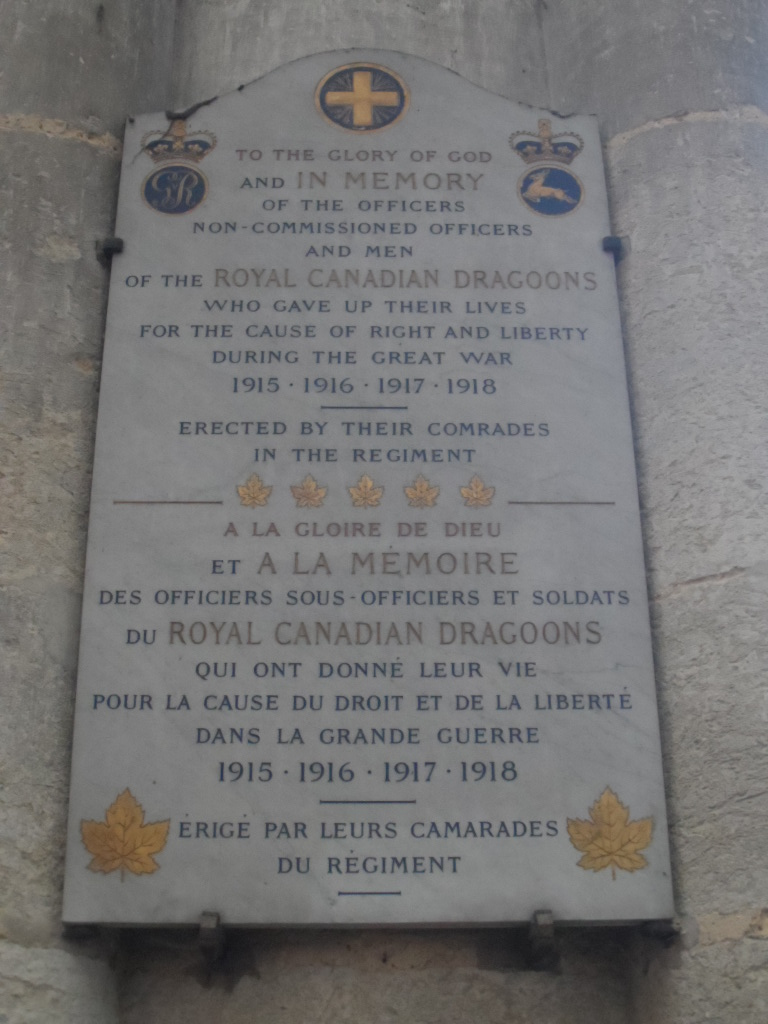
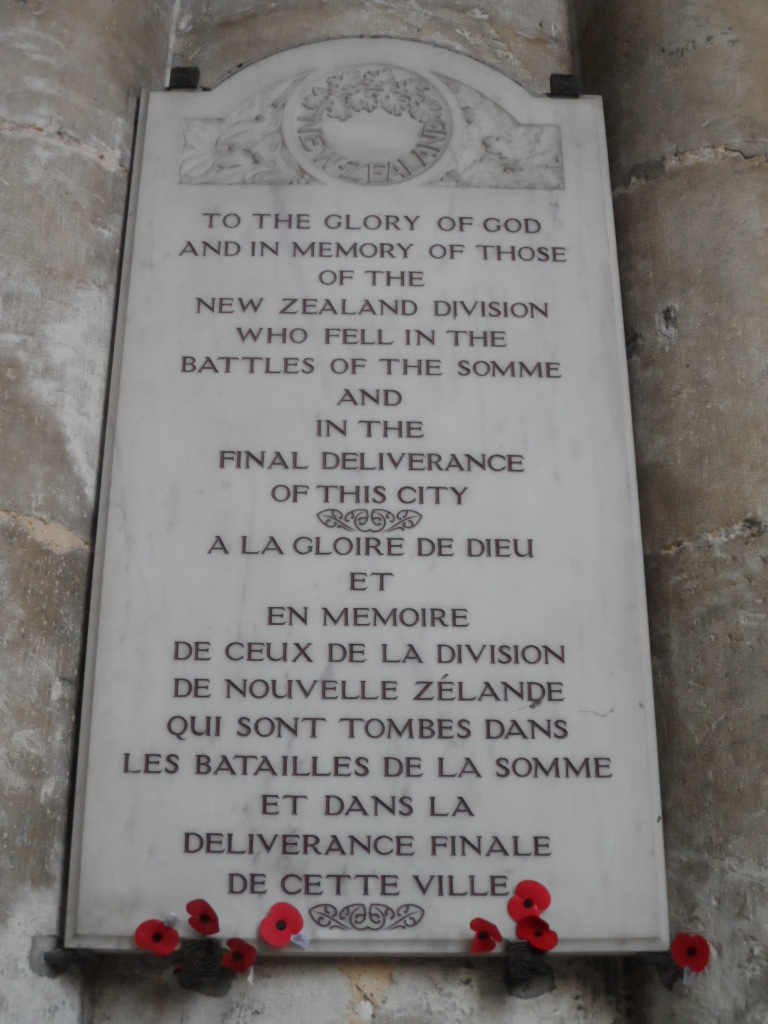
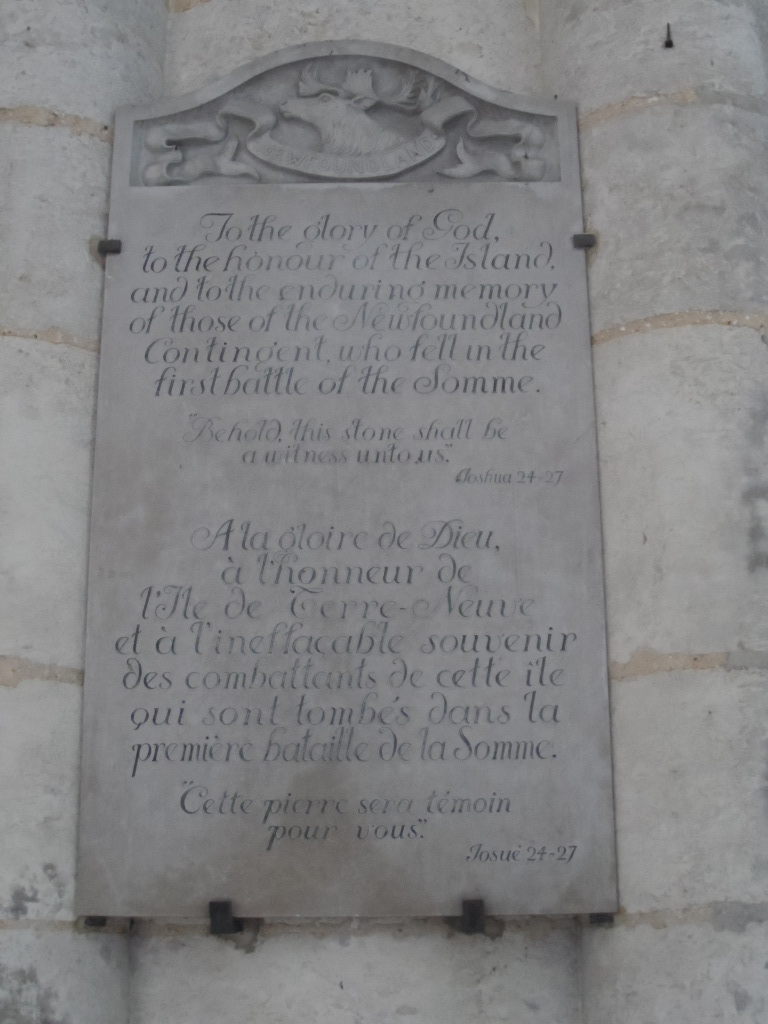
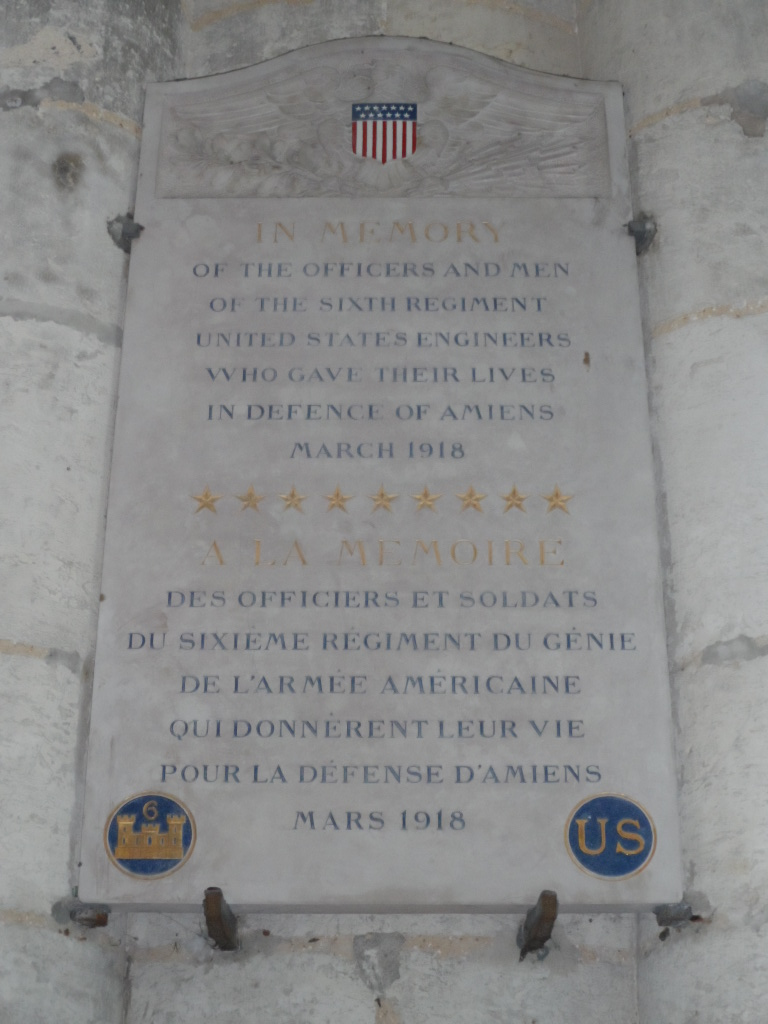
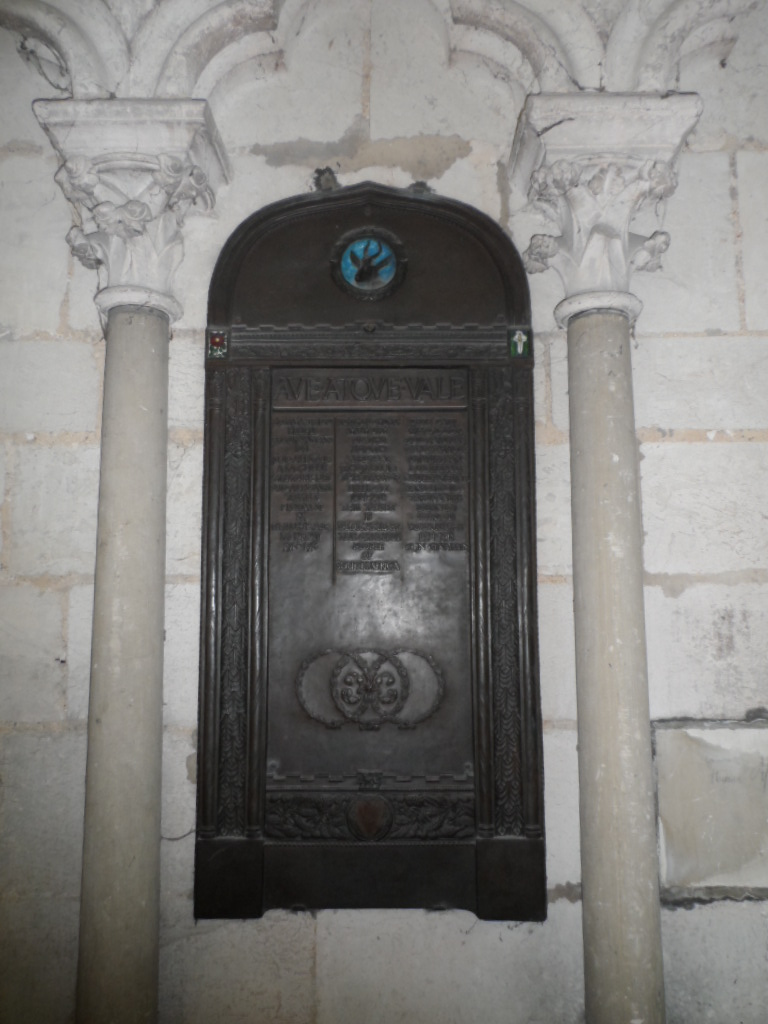

Dans la cinquième chapelle du chevet, la chapelle du Sacré-Cœur, sont suspendus les drapeaux des pays alliés ayant combattu pour la défense d'Amiens en 1918 :
- Australie,
- Canada,
- États-Unis,
- Nouvelle-Zélande,
- Terre-Neuve,
- Afrique du Sud.

#### Cimetières militaires
- La nécropole nationale de Saint-Acheul est un cimetière militaire français de 1,5 ha qui prolonge le cimetière civil Saint-Acheul ancien. Ce cimetière rassemble 2 739 tombes de soldats. Il se compose également de carrés, musulman, belge (10 tombes) et britannique (12 tombes). Le monument aux morts, dû à Albert Roze, a été inauguré par le Maréchal Joffre le 27 juillet 1924.

Le monument aux morts de la ville d'Amiens situé place Foch est également l’œuvre du sculpteur amiénois Albert Roze.
- La nécropole nationale du Faubourg Saint-Pierre est un cimetière militaire français de 0,630 ha rassemblant 1 347 tombes de soldats français décédés pendant la Grande Guerre dans les hôpitaux militaires de la ville.
  - Le cimetière abrite également un carré belge de 25 tombes.
- Le carré militaire français du cimetière Saint-Pierre : 130 sépultures.
- Le Saint-Pierre cemetery - Amiens est un cimetière militaire britannique qui regroupe 625 tombes de soldats du Royaume-Uni, 105 Australiens, 22 Canadiens, 4 Néo-Zélandais, 1 Sud-Africain, 2 Indiens et 1 Chinois.

### Dury
- Château de Dury (quartier général du général Foch, pendant la bataille de la Somme) : plaque en hommage au maréchal Foch.

### Villers-Bretonneux

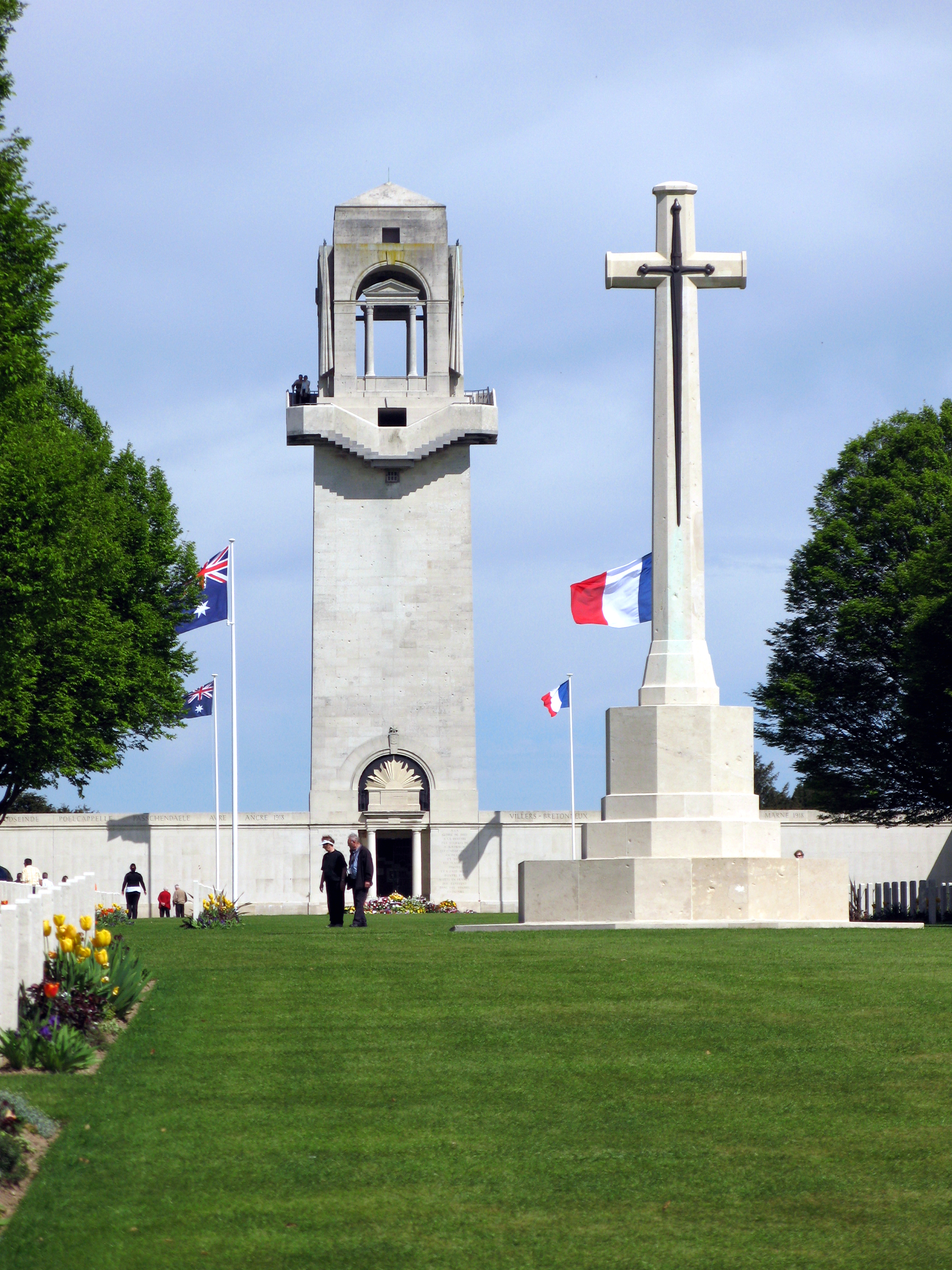
Villers-Bretonneux, le mémorial australien.

#### Mémorial national australien
- Le mémorial national australien, imposant monument en pierre blanche précédé d'un cimetière se compose d'une haute tour centrale reliée aux deux pavillons d'angle par un mur sur lequel sont gravés les noms des soldats sans sépulture. Il fut inauguré en 1938 par le roi George VI. Chaque année s'y déroule la célébration de l'ANZAC Day, le 25 avril[8].
  - À l'arrière du mémorial a été inauguré le 24 avril 2018, le Centre d'interprétation John Monash.
- Le Musée franco-australien de Villers-Bretonneux est situé dans la ville même de Villers-Bretonneux, au-dessus de l'école Victoria qui doit son nom à la générosité de l'État australien de Victoria et de familles australiennes, ce qui permit la reconstruction de l'école communale en 1927. Le musée expose de nombreux documents sur la participation de l'Australie à la Grande Guerre. Il est complété par un centre de documentation et une salle audiovisuelle.

### Le Hamel

#### Mémorial australien du Hamel
Situé sur le territoire de la commune du Hamel, l’Australian Corps Memorial rend hommage aux 100 000 soldats australiens qui ont servi dans l'Australian Corps de France sous les ordres du Général John Monash. Plus de 100 000 soldats australiens ont servi sur les champs de bataille de France et de Belgique depuis 1916. Ce corps d'armée créé en 1917 regroupait 5 divisions australiennes. Le Parc fut créé par le gouvernement australien sur le site de l'objectif final de la bataille du Hamel.
Le 4 juillet 1918, avec l'appui des Américains, le général Monash lança une attaque victorieuse d'envergure en alliant pour la première fois infanterie, artillerie, aviation, blindés et parachutages, préfigurant ainsi la tactique de la guerre moderne.

### Sailly-Laurette

#### Monument à Wilfred Owen
À l'écluse de Sailly-Laurette, sur le canal de la Somme, non loin de l'auberge où il composa son poème la Péniche hôpital, un sobre monument à la mémoire de Wilfred Owen a été érigé en 1996.

### Chipilly

#### Monument à la58edivisionbritannique
Les 8 et 9 août 1918, se déroulèrent à Chipilly de furieux combats lors de la bataille d’Amiens. Le sculpteur Henri Gauquié a représenté un cavalier réconfortant son cheval blessé. La représentation d’un animal blessé, la tendresse de l'homme envers l’animal tranchent, sur cette statue, avec l'aspect plus martial des autres monuments commémoratifs.

### La Neuville-lès-Bray

#### Le P'tit Train de la Haute-Somme

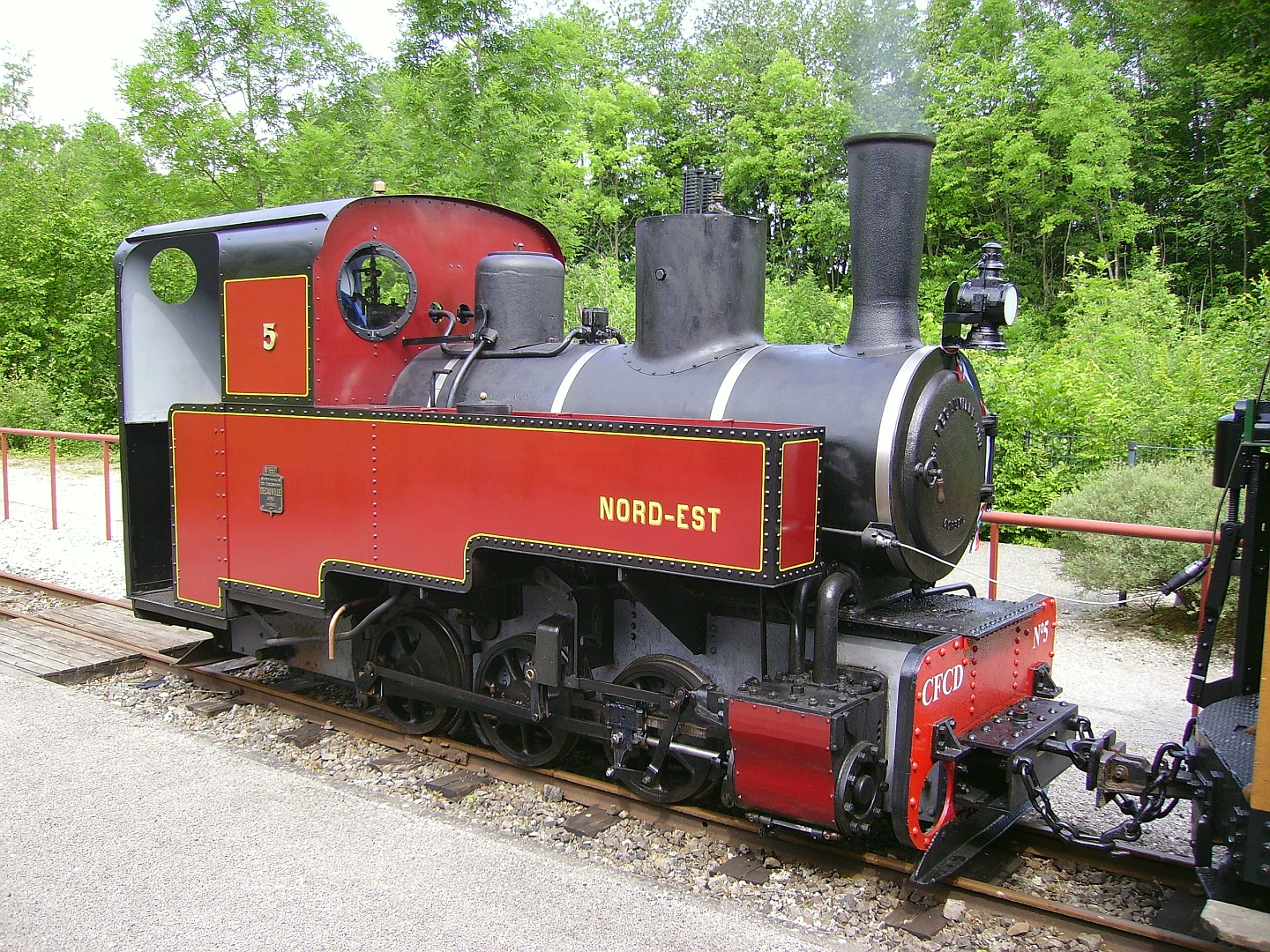
La locomotive 030T Decauville No 5 de l'APPEVA, construite en 1916.

Le « P'tit Train de la Haute-Somme » est un des rares chemins de fer à voie étroite construits pour ravitailler le front en vivres, armes et munitions qui est encore visible aujourd'hui. Le chemin de fer part de Froissy, hameau de la commune de La Neuville-lès-Bray, sur les bords du canal de la Somme et, passant par Cappy, quitte la vallée de la Somme en grimpant sur le plateau du Santerre pour atteindre aujourd'hui le stade municipal de Dompierre-Becquincourt.
Une partie des rails utilisés (musée et voie de garage) date de la Grande Guerre. Le chemin de fer et le matériel ferroviaires ont été sauvés de la disparition par « l'Association picarde pour la préservation et l'entretien des véhicules anciens » (APPEVA) au début des années 1970. L'association a reconstruit le tracé initial de la ligne et racheté du matériel ferroviaire (locomotives et wagons) datant de la Grande Guerre. Elle a construit un Musée des chemins de fer militaires et industriels et possède neuf locomotives à vapeur dont quatre  Classé MH, avec plusieurs wagons américains datant de la Grande Guerre.
Le « P'tit Train de la Haute-Somme » est ouvert à l'exploitation touristique en saison et accueille plus de 15 000 visiteurs par an.

### Dompierre-Becquincourt

#### Cimetière militaire français
Ce cimetière militaire français de la Première Guerre mondiale situé à Dompierre-Becquincourt rassemble 7 034 sépultures dont 1 641 dans quatre ossuaires.

### Fay

#### Site de l'ancien village de Fay
Les ruines de l'ancien village de Fay (prononcer Faÿ) sont un lieu de mémoire de la bataille de la Somme de 1916. Le village fut repris par les troupes coloniales françaises le 1er juillet au tout début de l'offensive. Le village fut entièrement détruit par la « guerre des mines » et — fait rarissime dans la Somme — n'a pas été reconstruit au même emplacement. Le village actuel se trouve à une centaine de mètres du premier village. Les ruines de l'ancien village ont été aménagées pour la visite : on peut y voir les traces des fondations de certains bâtiments, église, maisons particulières…

### Soyécourt

#### Le bois de Wallieux
Le site du bois de Wallieux à Soyécourt est un lieu qui témoigne de la grande offensive de la bataille de la Somme en 1916. On peut y voir des traces de tranchées et de cagnas, des trous d'obus…
En 1998, y a été placée une sculpture d'Ernest Pignon-Ernest dénommée L'autre côté des arbres qui est une allégorie de la destruction totale. Le site a été inauguré par Catherine Trautmann, alors ministre de la Culture.

### Vermandovillers

#### Cimetière militaire allemand
La nécropole allemande de Vermandovillers est la plus vaste du département. Édifiée par la France en 1920, elle contient 22 632 corps : 9 455 tombes individuelles dont 379 non identifiées et 13 200 corps dans quinze ossuaires.

### Lihons
Il existe deux lieux de mémoire de la Grande Guerre sur le territoire de la commune de Lihons :
- le cimetière militaire français ;
- la tombe du prince Murat.

### Chaulnes
Chaulnes est le point ultime des lieux de mémoire de la Grande Guerre situés dans l'Est du département de la Somme et figurant dans cette liste. Trois monuments commémoratifs méritent attention :
- le monument aux morts de Jules Déchin sur la Grand-Place ;
- la fontaine-mémorial rendant hommage à la collaboration des Croix-Rouge américaine et française pendant la Grande Guerre, œuvre de la statuaire Berthe Girardet située au bas de la rue Roger Salengro ;
- un des très rares monuments allemands restants, à la mémoire des soldats du 117e régiment de Hesse, installé dans la partie est de la commune en bordure d'un petit bois, au lieu-dit « le fond de tir à l'arc ».

### Cantigny

#### Monuments américains

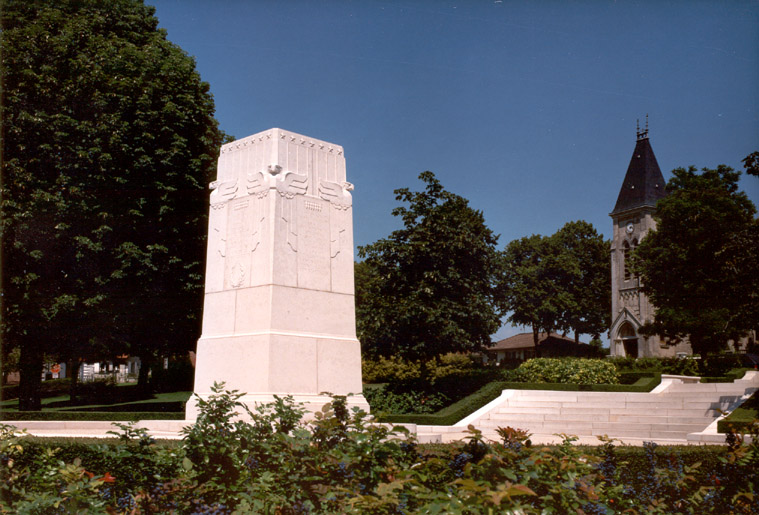
Cantigny, le monument fédéral américain

Les Américains participèrent à la bataille de Cantigny, à l'ouest de Montdidier, du 28 au 31 mai 1918. Ce fut là leur premier engagement majeur de la Grande Guerre. Intégré au 10e corps d'armée français, le 28e régiment de la 1re division américaine s'empara de Cantigny par une action combinant des chars, des lance-flammes et des mortiers.
Plus de 1 000 soldats américains ont été mis hors de combat durant cette bataille, 199 sont morts et 867 blessés ou disparus. Les soldats morts sont enterrés au cimetière américain de la Somme à Bony dans l'Aisne.
Trois monuments ont été érigés à Cantigny pour rappeler ces faits d'armes :
- Le monument fédéral, sous la forme d'un cippe de pierre blanche, dû à l'architecte Arthur-Loomis Harmon. Ce monument, inauguré le 9 août 1937, est situé sur la place de village.
- le monument au 28e régiment d'infanterie américaine, situé à quelques mètres du monument fédéral. Ce monument est composé d'une pierre noire venue spécialement des États-Unis qui sert de socle à la statue d'un Doughboy, un soldat américain aux aguets. Ce monument, érigé sous les auspices de la Fondation Mac Cormick, a été inauguré le 28 mai 2008 pour le 90e anniversaire de la bataille de Cantigny.
- le monument à la 1re division américaine (Big red one) est situé à 800 m du village sur la route de Fontaine-sous-Montdidier. Il représente posé sur un socle, un aigle aux ailes non déployées. Sur le socle sont inscrits les noms des victimes américaines de la bataille de Cantigny[9].

### Vignacourt

#### Maison des Australiens
Installée à Vignacourt, dans l'ancienne ferme Thuillier, actuellement en restauration, La Maison des Australiens conserve 4 000 plaques photographiques datant de la Grande Guerre. Les époux Thuillier, Louis et Antoinette avaient réalisé, entre 1915 et 1920, 3 000 photos de soldats, parmi lesquels de nombreux Australiens, de passage à Vignacourt, à l'arrière du front. À ces photos de militaires, s'ajoutèrent 1 000 clichés de civils. L'ensemble offre un important témoignage de la vie d'un village à proximité du champ de bataille. Certaines de ces photos sont exposées à la mairie de Vignacourt.

### Noyelles-sur-Mer

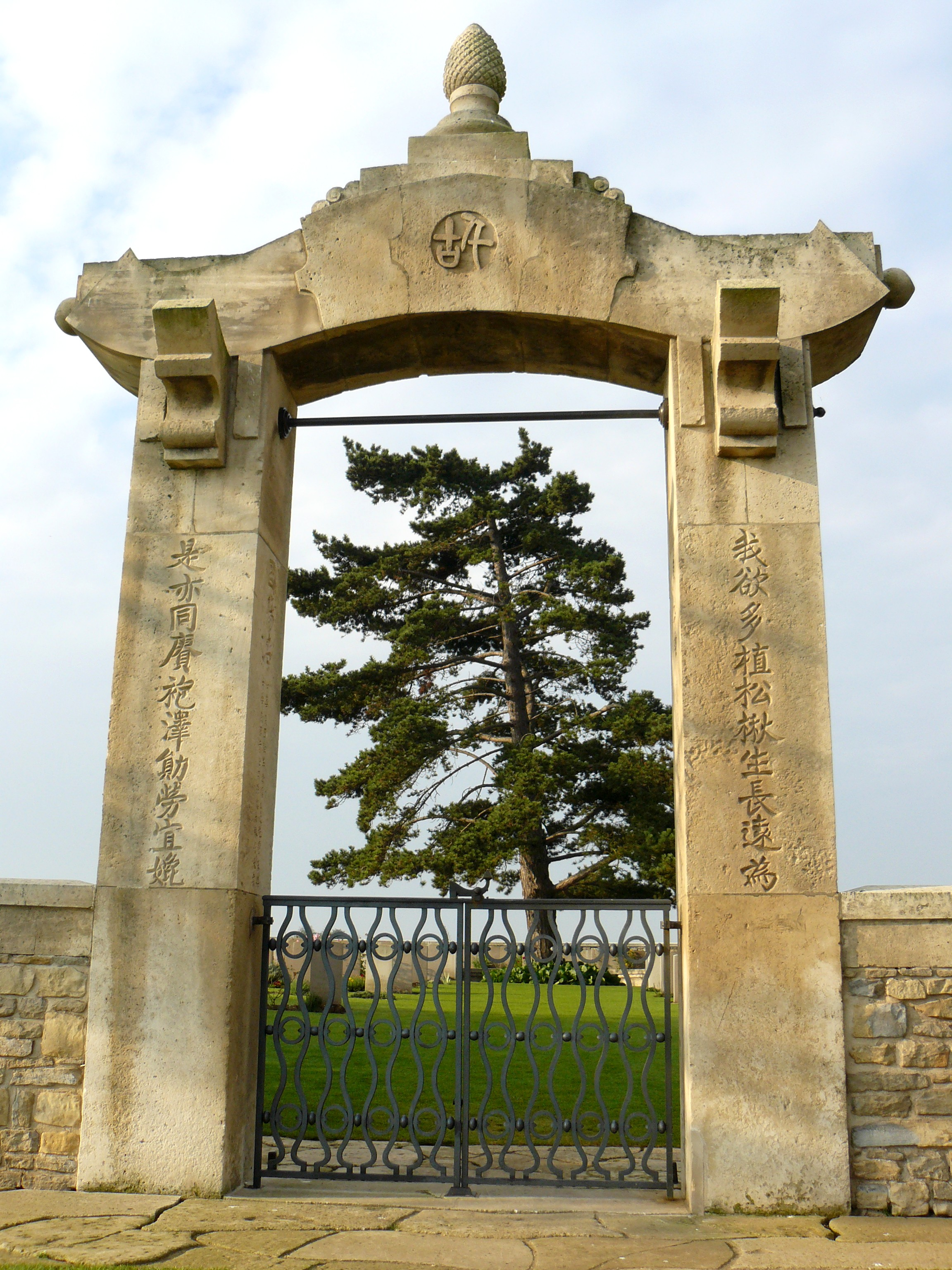
Noyelles-sur-Mer, l'entrée du cimetière chinois de Nolette.

#### Cimetière chinois de Nolette
Situé sur le territoire de la commune de Noyelles-sur-Mer, à proximité de la Côte picarde, le cimetière chinois abrite les corps de 849 Chinois qui décédèrent de maladies (choléra, grippe espagnole, etc.) à l'hôpital du "Native Labour", situé près de l'important camp de Noyelles-sur-Mer.
Le gouvernement britannique fit venir de Chine en 1917 des coolies pour les affecter à la reconstruction de ses infrastructures militaires sur le front de la Somme. Le « corps de travailleurs chinois » est passé d'un effectif de 54 000 hommes à la fin 1917 à 96 000 au moment de l'armistice.
Le porche d'entrée du cimetière à l'architecture chinoise tient lieu de mémorial. Le cimetière chinois se distingue des autres cimetières britanniques par l'absence de croix du sacrifice.